# Мелліха
Мелліха ( мальт. il-Mellieħa   [ɪl mɛˈlːɪːħɐ]) — велике село або містечко в північному регіоні Мальти. Станом на березень 2014 року у ньому проживає 10 087 людей. Мелліха також туристичний курорт, популярний своїми піщаними пляжами та природою.

## Етимологія
Назва Mellieħa походить від семітського кореня ml-ħ, що означає сіль. Це, мабуть, походить від стародавніх пунічно-римських солончаків, що існували в затоці Мелліня. Місце розташування солончаків зараз зайняте природним заповідником Гадіра.

## Історія

### Передісторія до Середньовіччя
Мелліха була вперше заселена приблизно в 3000 р. до н. е., в період неоліту. Було знайдено кілька мегалітичних решток, включаючи храм Гайн Шейтуни, а також кілька печер та гробниць, в яких знайдено знаряддя праці та фрагменти кераміки.
У римський період в печерах долин Мелліни почали жити троглодити. Печерні поселення продовжували існувати під час візантійського панування, але були залишені в ранньому середньовіччі.
Згідно з Діяннями Апостолів, Святий Павло зазнав аварії на Мальті приблизно в 60 р. н. е., можливо, в сусідній бухті Святого Павла. За місцевою традицією, святий Лука, який супроводжував святого Павла, натрапив на одну з печер Мелліни і намалював на скелі обличчя Богоматері. 409 року н. е. печера була освячена як церква, і тепер вона знана як Святилище Богоматері Мелліньї. 
Мелліха була однією з перших десяти парафій Мальти. Вона все ще існувала у 1436 році, але незабаром залишена наприкінці 15-го або на початку 16-го століття, оскільки північ Мальти вже не була у небезпеці через набіги мусульманських корсарів.

### Орден святого Іоанна

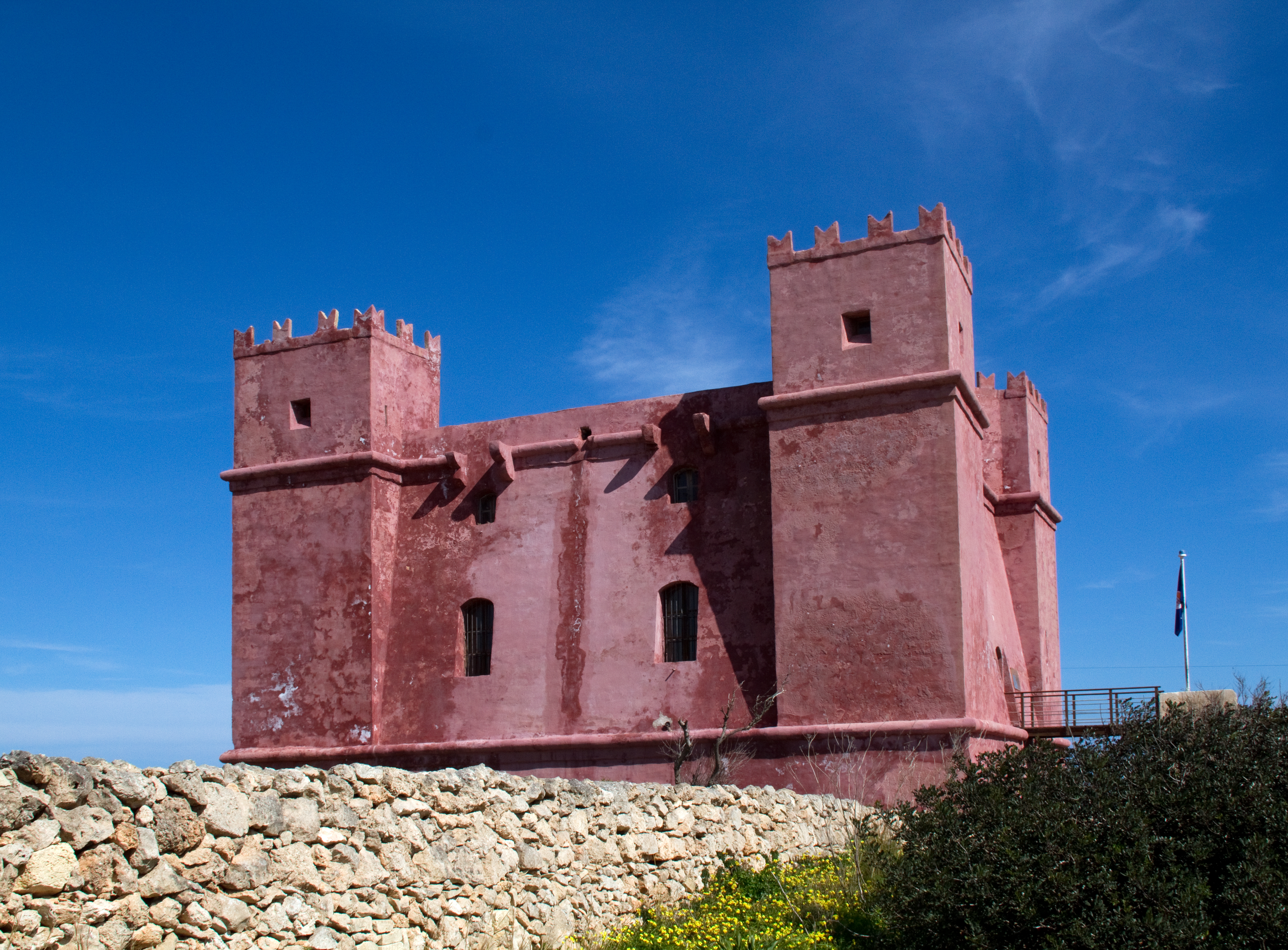
Вежа святої Агати

Мальта була одним з перших регіонів, куди мусульмани потрапили в Середземне море, і це видно з ісламської спадщини будівель та старовинних реліквій мечетей та будинків. На додаток до тієї арабської мови, яка залишилася вкоріненою в мові нинішніх жителів острова, вона починалася з 826 року нашої ери і тривала 220 років.
У перші роки правління госпітальєрів на Мальті Мелліха залишалася занедбаною. Наприкінці 16 століття святиню Богоматері Мелліни було відбудовано.
Північне узбережжя Мальти почало укріплюватися на початку 17 століття. Першим укріпленням, яке було побудовано в Мелліхі, була вежа Святої Агати, яка була завершена в 1649 році. Ця велика вежа була побудована на хребті Марфа, звідки відкривається вигляд на затоку Мелліня, з чітким видом на Коміно та Гоцо. Менші вежі Помилка Lua у Модуль:Не_перекладено у рядку 253: attempt to index local 'neededTitle' (a nil value). та вежа Armier також були побудовані в межах Мелліхи в 1658 р.
Серія прибережних берегових артилерій, редутів та окопів також була побудована в Мелліні у 18 столітті. Деякі з них все ще виживають, такі як Містра, Вандомська, Wied Musa і Westreme. Садиба диявола, знайдена в районі Та 'Ранда, є прикладом мальтійських фермерських будинків, побудованих у 18 столітті.

### Британський період та до наших днів

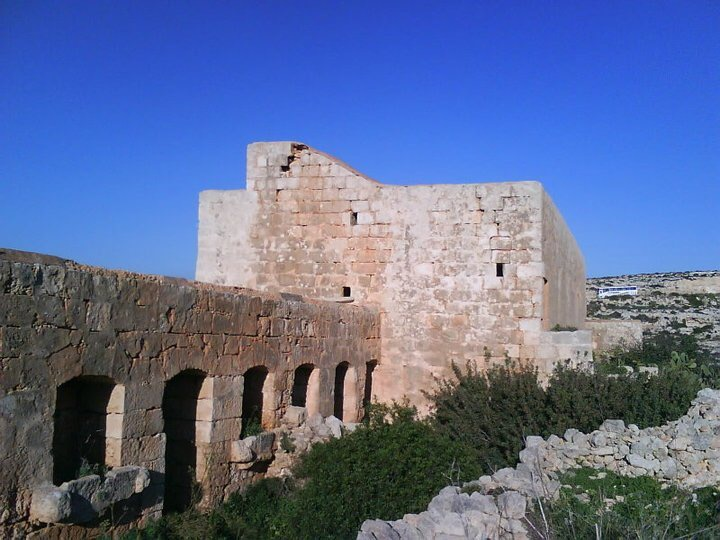
Садиба диявола (Ір-Раззетта-Ксітан)

Село знову стало парафією в 1844 році і почало розвиватися після того, як британці закликали людей селитися в цьому районі, даючи в оренду землю. Парафіяльна церква була побудована на різних етапах наприкінці 19 - початку 20 століть, і кажуть, що місцеві жителі допомагали будувати церкву. Поштове агентство відкрилося в Мелліхі в 1891 році.
Незадовго до Другої світової війни форт Кемпбелл був побудований у Селмуні, тоді як форт Мелліни був побудований на вершині пагорба Мелліня як сторожовий пункт. Британці також побудували ряд дотів навколо узбережжя, для оборонних цілей в разі італійського або німецького вторгнення.
З кінця війни Мелліха зазнала великого розвитку. Місцева рада Мелліхи була створена Законом про місцеві ради 1993 р.

## Географія

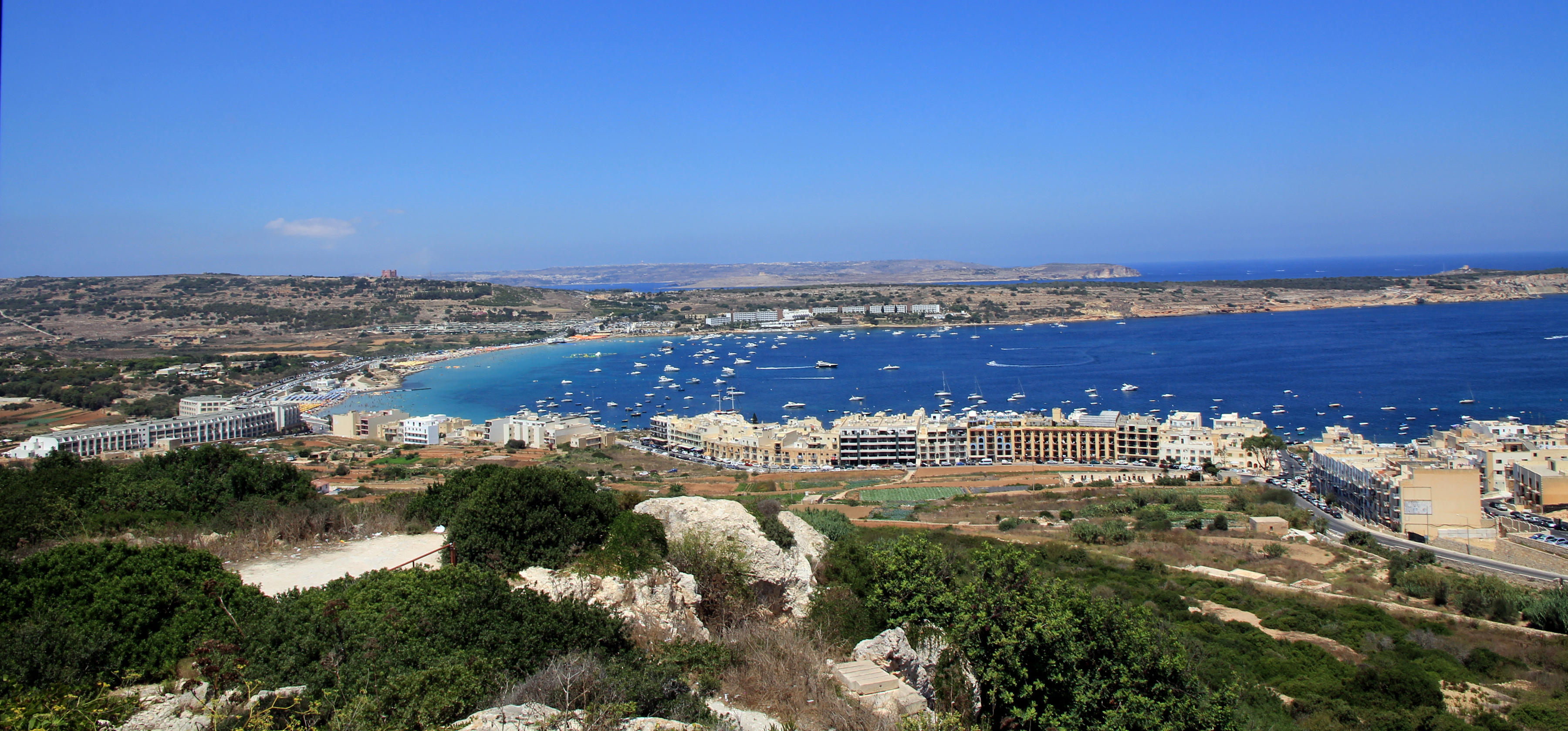
Затока Мелліха

Місто стоїть на групі пагорбів на північно-західному узбережжі головного острова Мальта. Власне вона складається з районів Мелліха-Хайтс, садиби Санта-Марія, Іл-Кортін, Та 'Пеннеллу, Та' Масрія та Тал-Ібраг. У довколишніх селах Manikata і Selmun також підпадають під юрисдикцію Мелліхи.

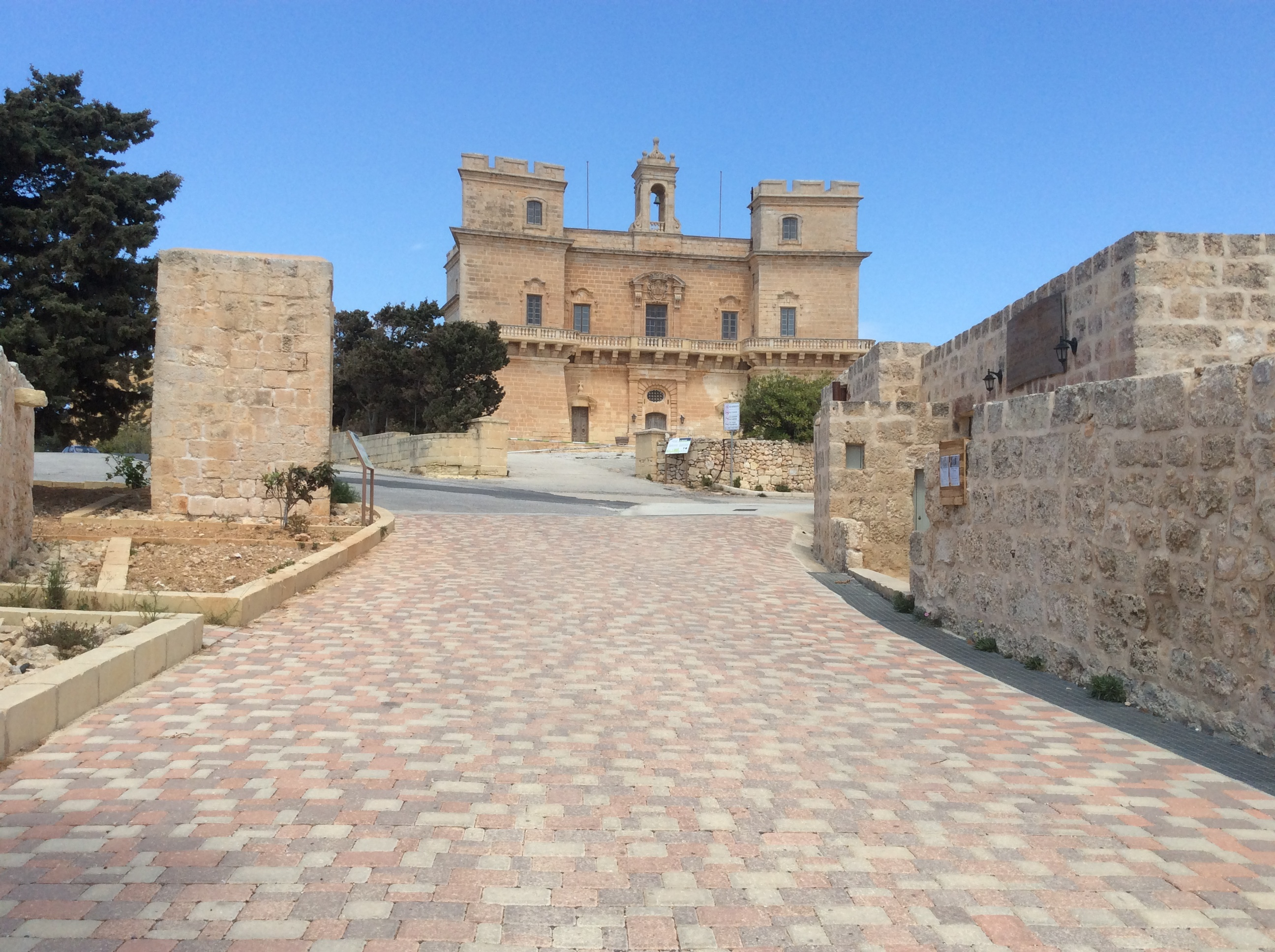
Палац Сельмун та фермерський комплекс

Місто виходить на затоку Мелліха, яка включає затоку Гадіра, найбільший піщаний пляж Мальти. На схід від міста та затоки знаходиться півострів Сельмун, а острови Святого Павла лежать приблизно за 80 метрів від узбережжя. Містра-Бей лежить недалеко від Сельмуна, і це позначає межу між Мелліхою та затокою Святого Павла.
Великий півострів Марфа лежить на північ від Мелліхи. Він включає кілька невеликих бухт, таких як затока Арм'є та Райська затока, а також гавань Чиркева, з якої вирушає пором Гоцо. Хребет Марфа охоплює значну частину півострова.
На південь від хребта Марфа є Анкор-Бей і село Попай, парк природи та історії Маджістраль, хутір Маніката та Голден-Бей. Межа з Маарром лежить на Гаяні Туффієні.

## Туризм

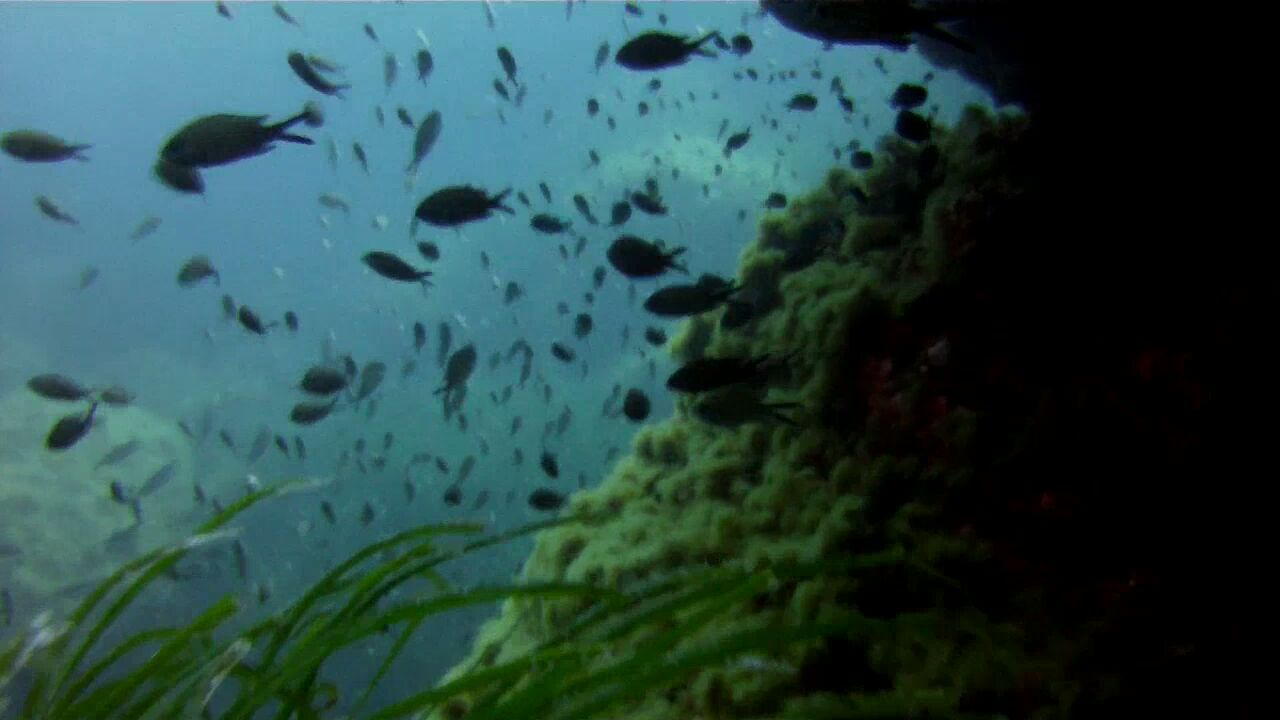
Keirkewwa - популярний сайт для дайвінгу

Мелліха - популярне туристичне місце протягом літніх місяців. Він добре відомий своїми пляжами, серед яких найвідомішими є затока Гадіра та Золота затока. Keirkewwa також популярне як місце для дайвінгу, там сталися аварії Rozi та патрульного катера P29.
У 2009 році Мелліхі було присвоєно звання європейської дестинації досконалості завдяки її стійким ініціативам.

## Головні дороги
- Dawret il-Mellieħa (обхід Мелліхи)
- Triq Ġorġ Борг Олів’є (вулиця ġorġ Борг Олів’є)
- Triq il-Kbira (Головна вулиця)
- Triq il-Marfa (Марфа-дорога)
- Triq il-Prajjiet (дорога Anchor Bay)
- Triq Louis Wettinger (вулиця Луїса Веттінгера)
- Triq San Pawl il-Baħar (дорога St. Paul's Bay)

## Міста-побратими
- Аденау, Німеччина (1996)
- Ая-Напа, Кіпр (2009)
- Каврилья, Італія (2007)

## Галерея

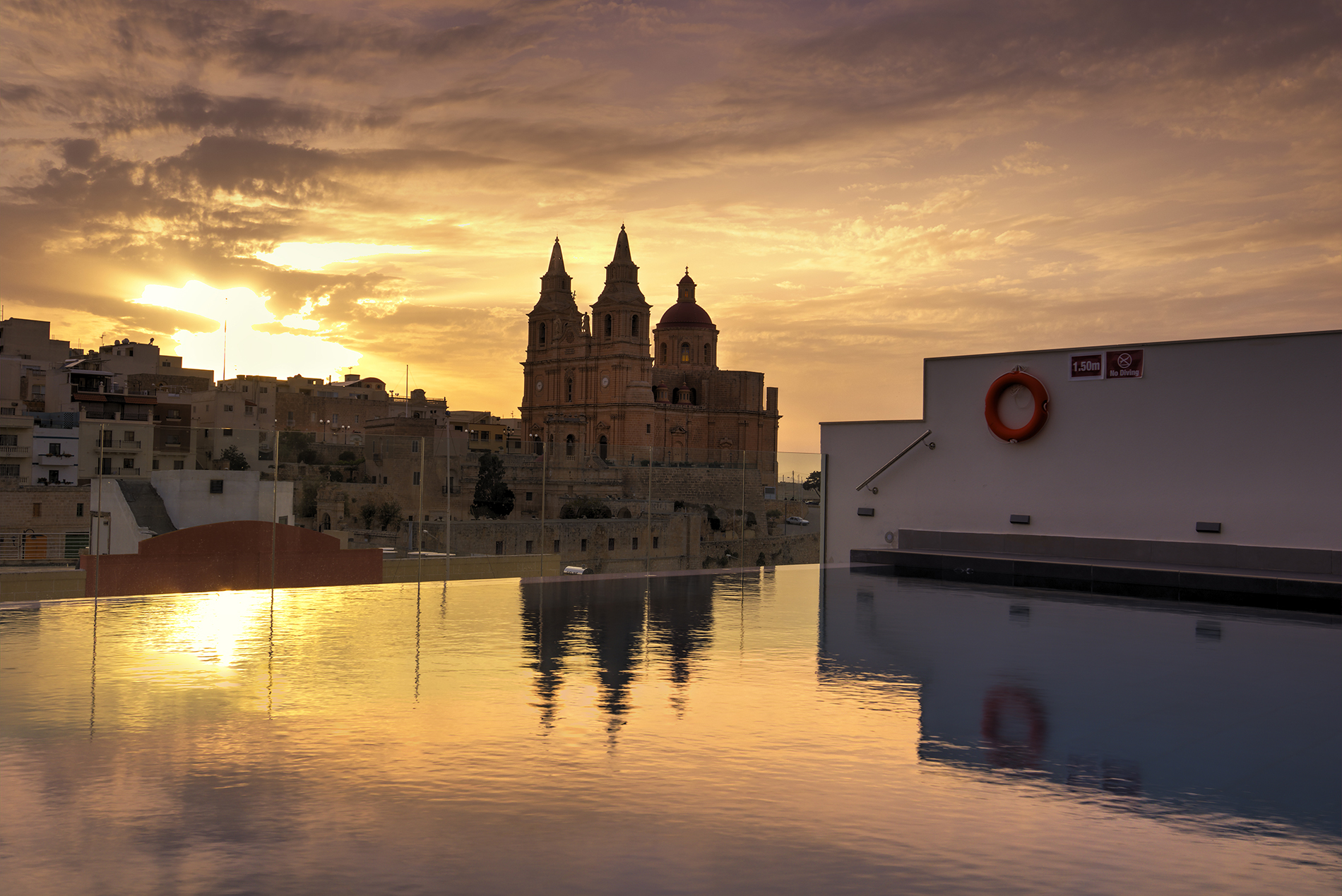
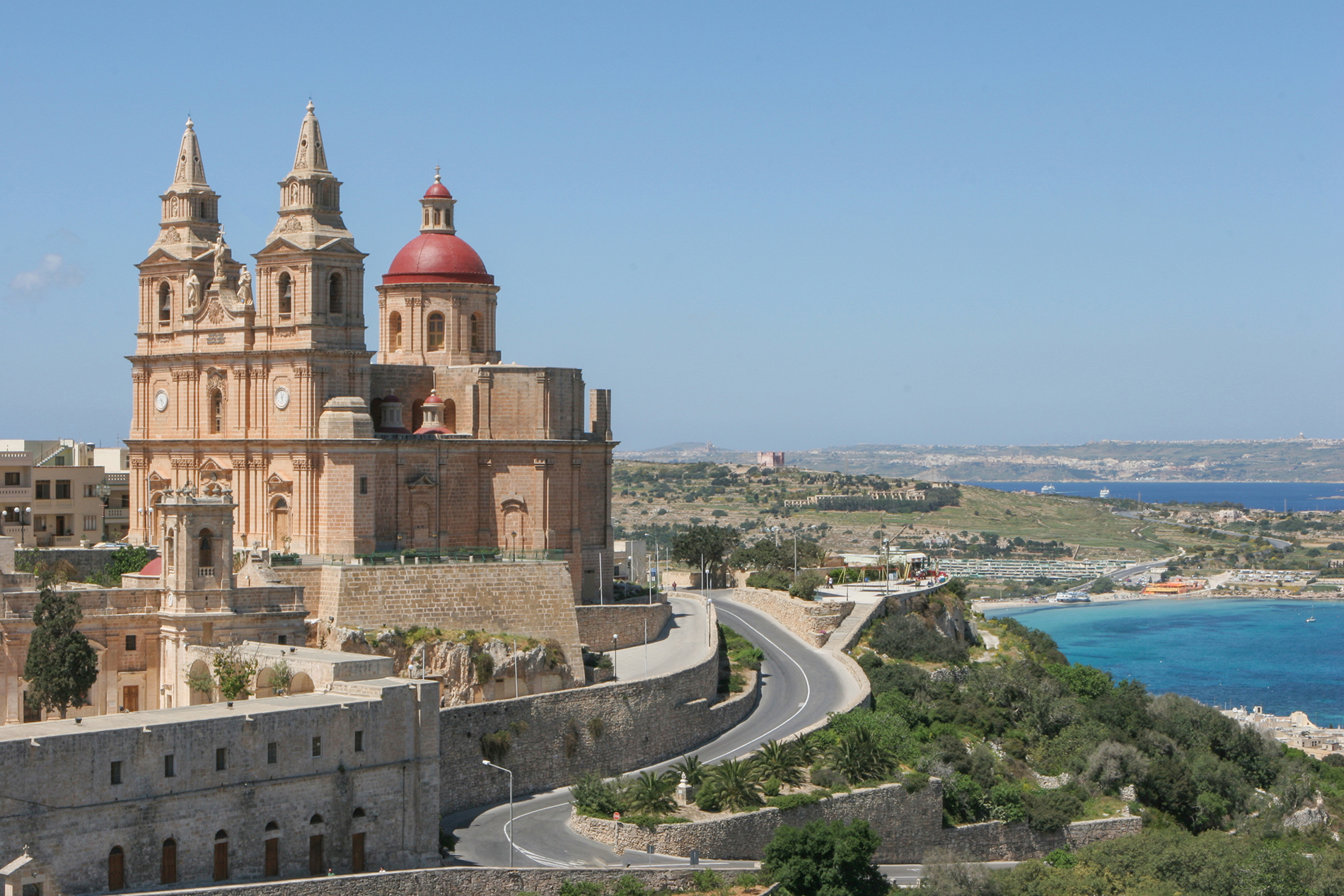
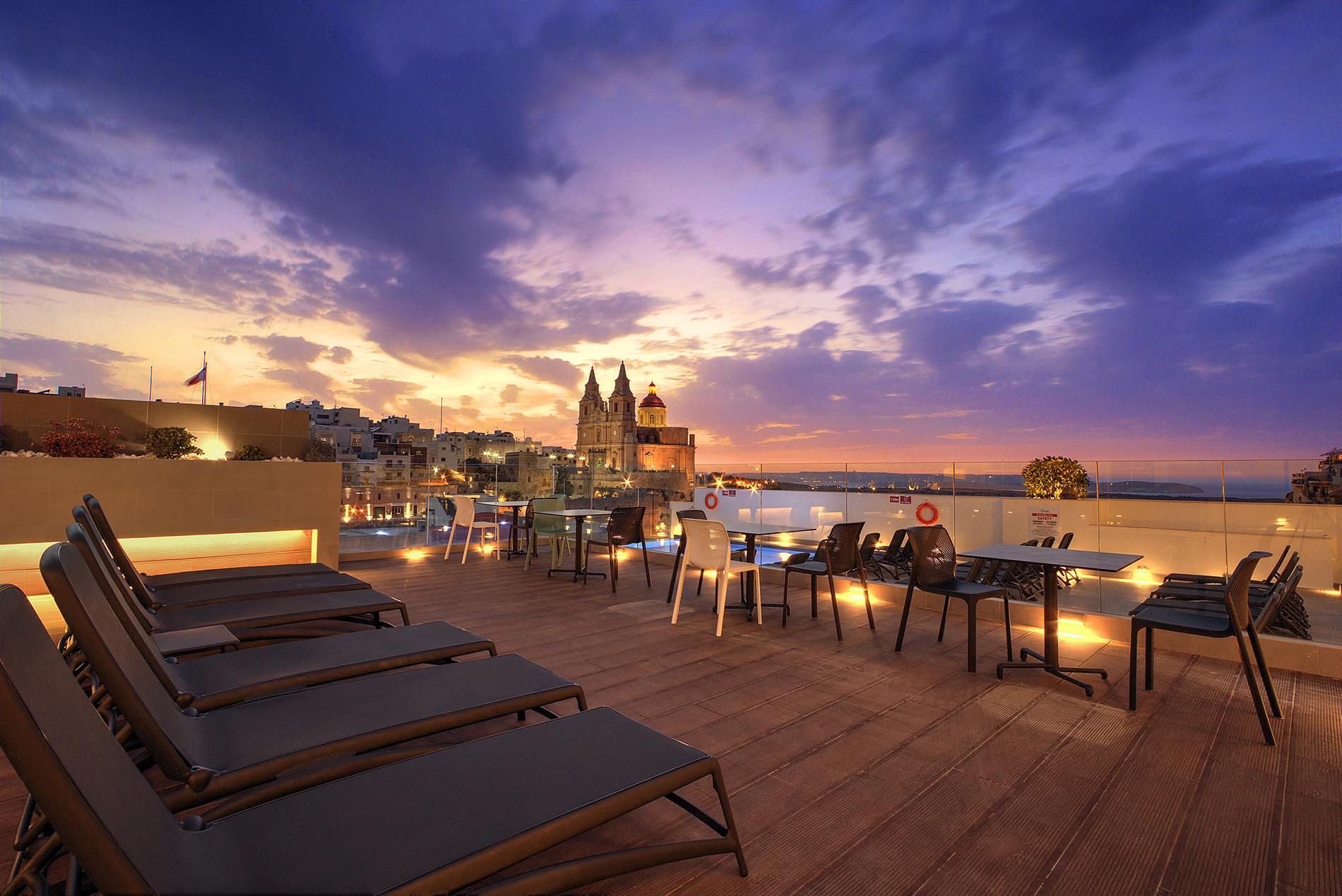
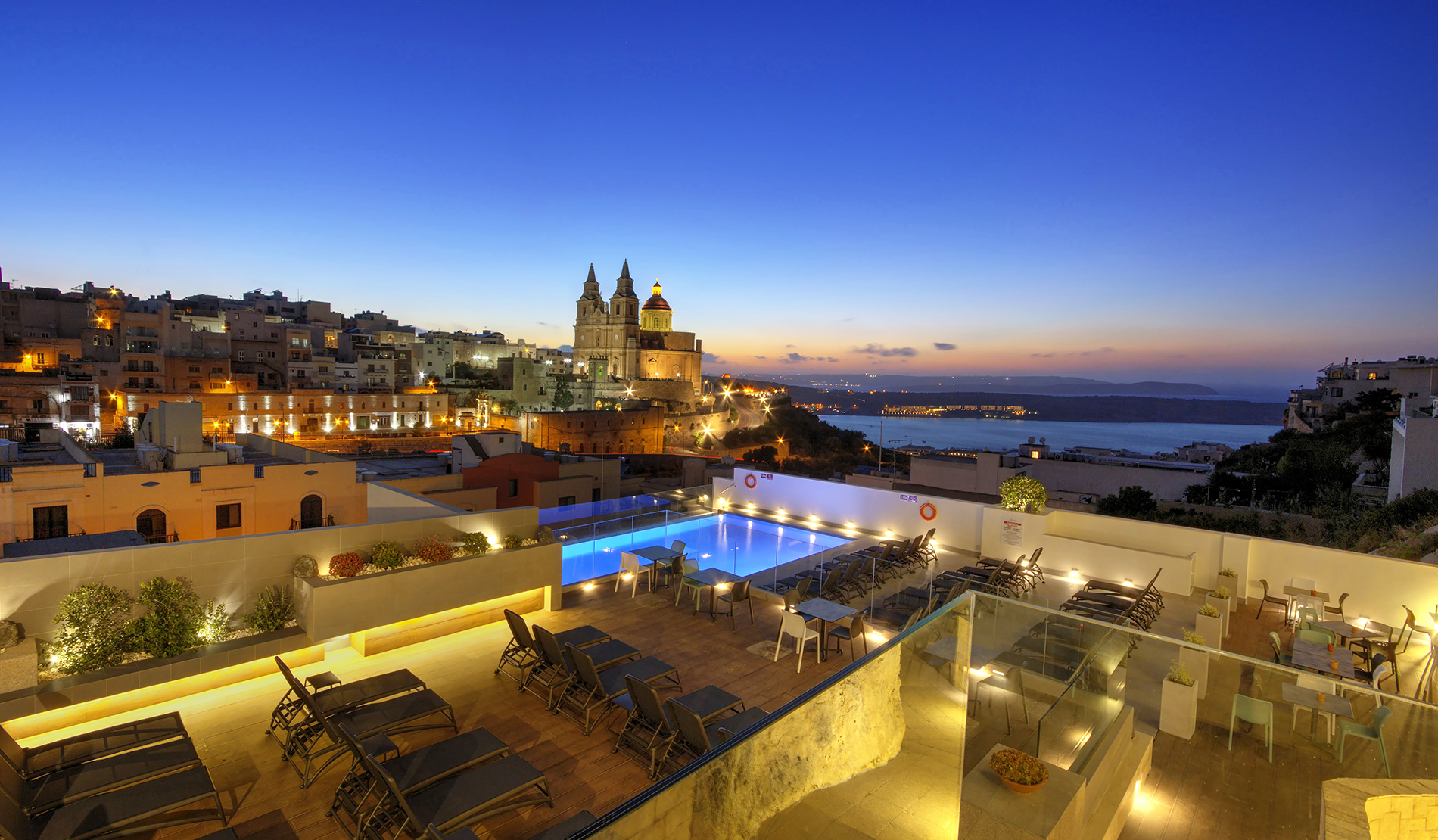
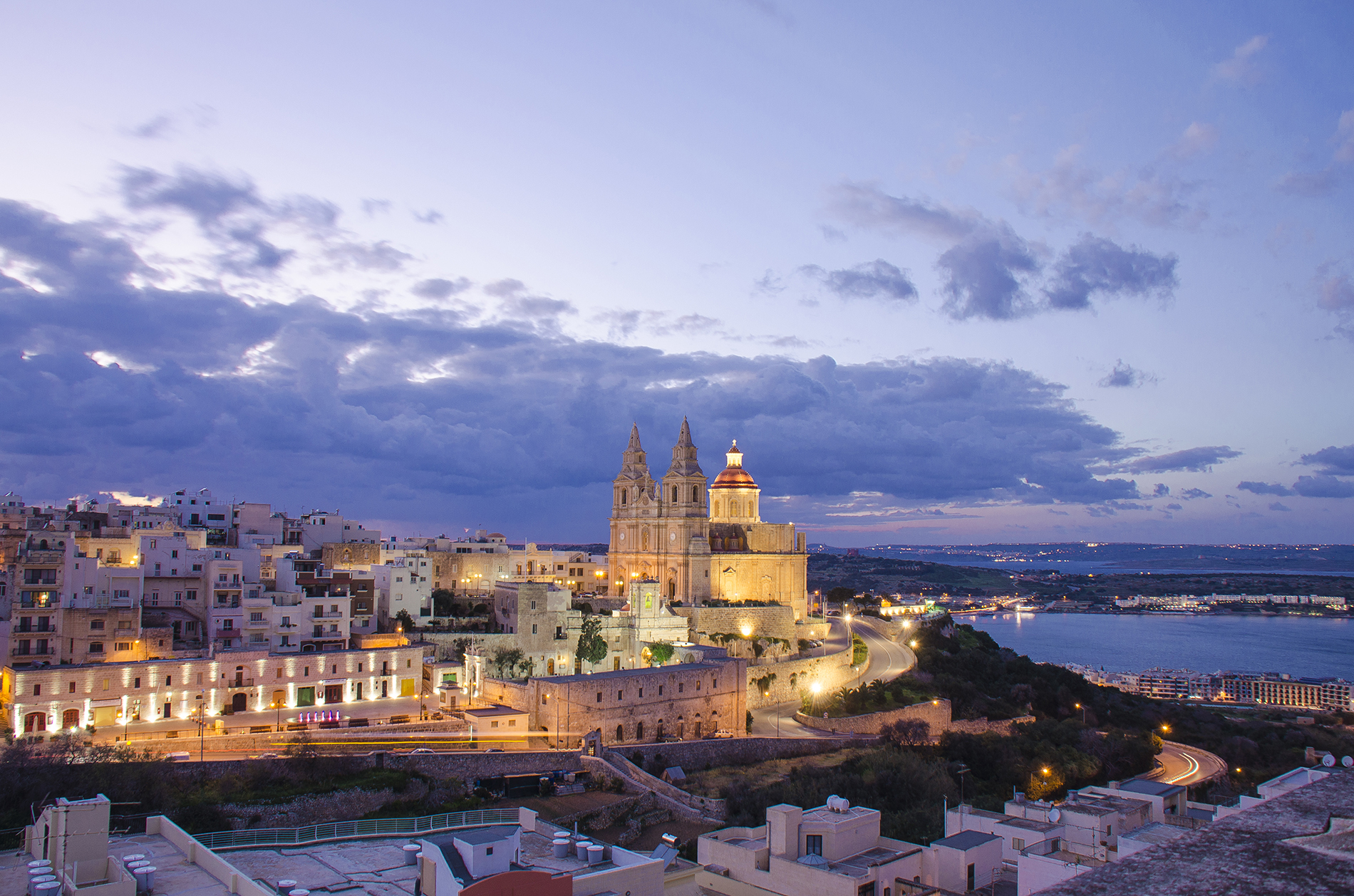
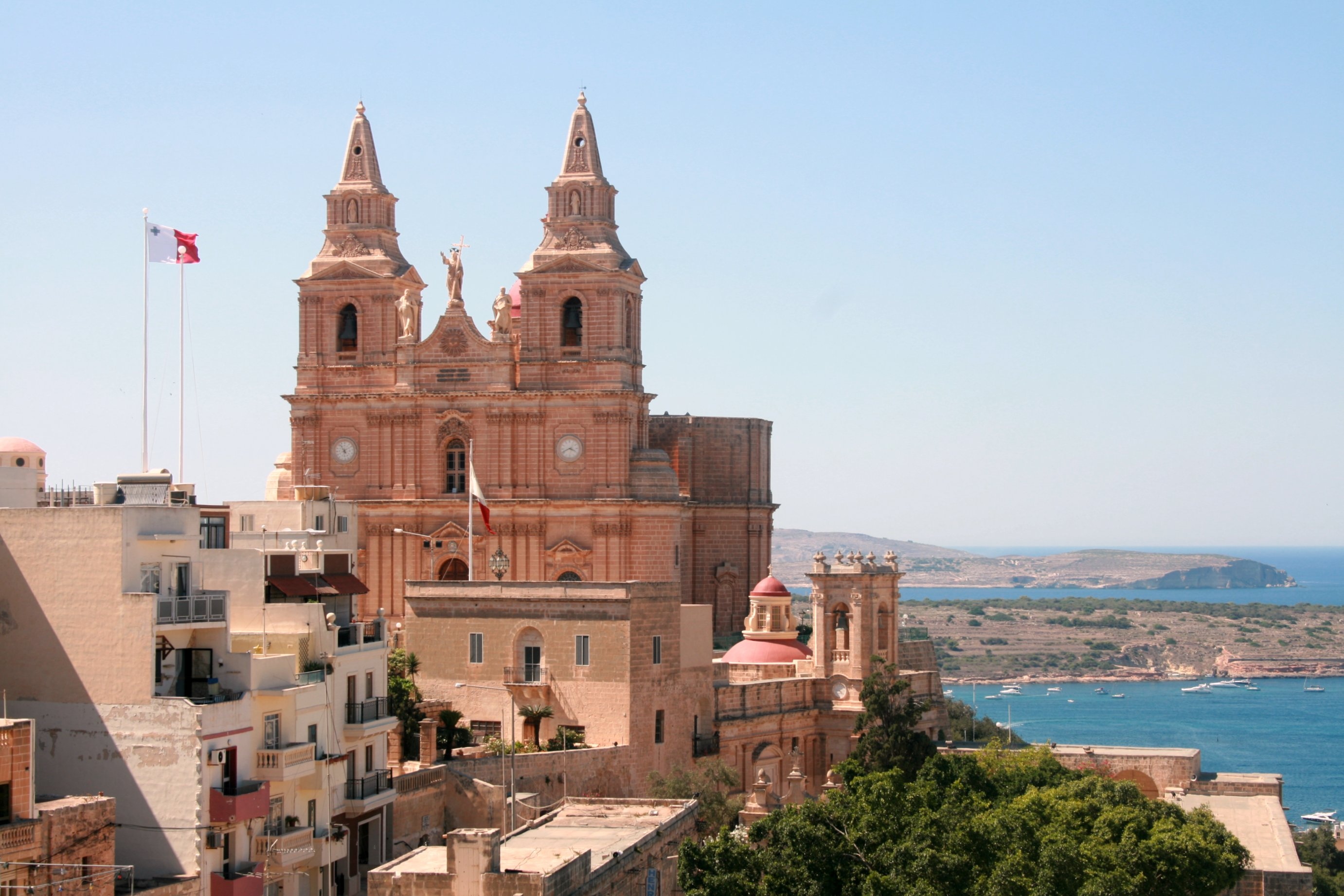
Парафіяльна церква Мелліхи
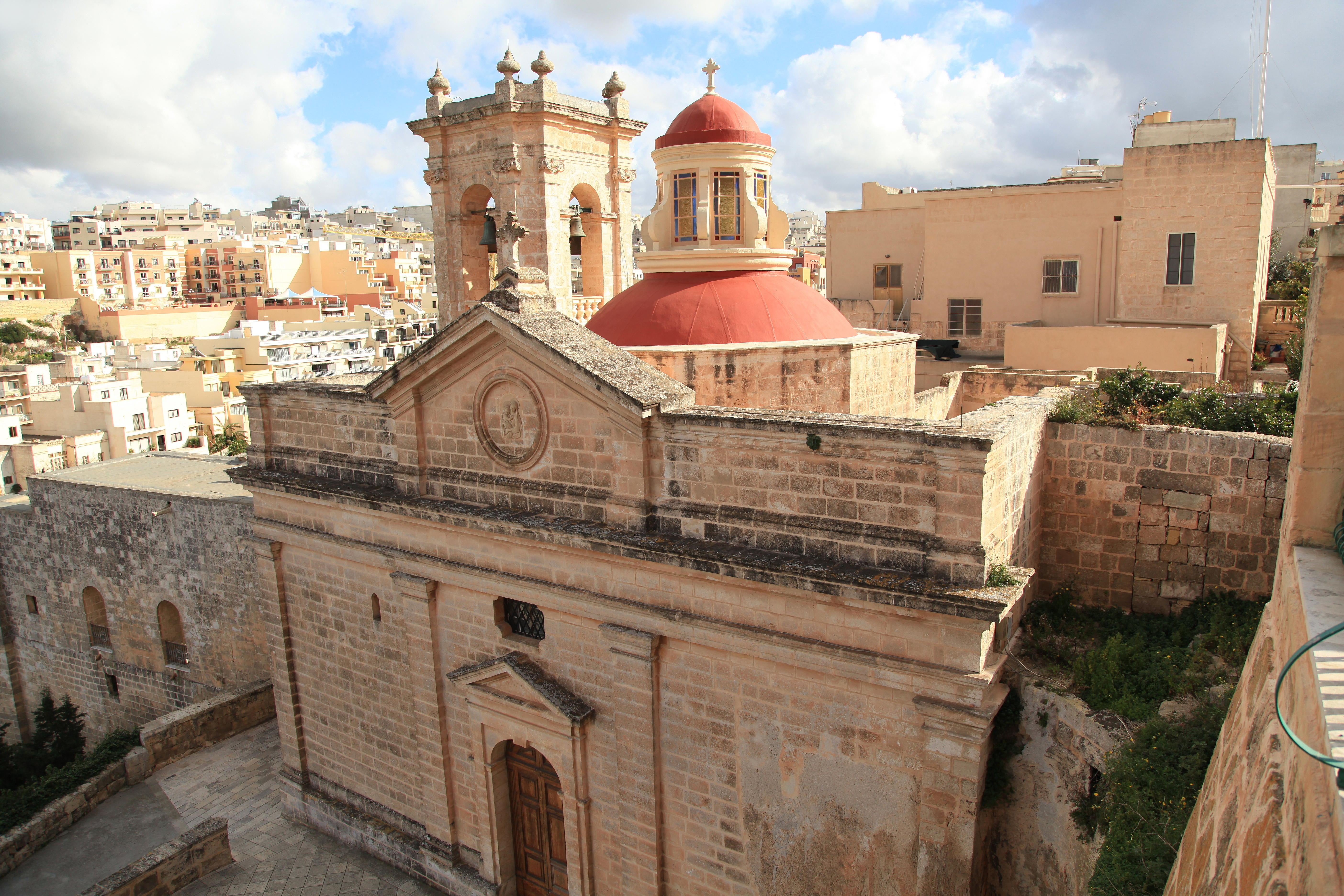
Святилище Богоматері Мелліхи
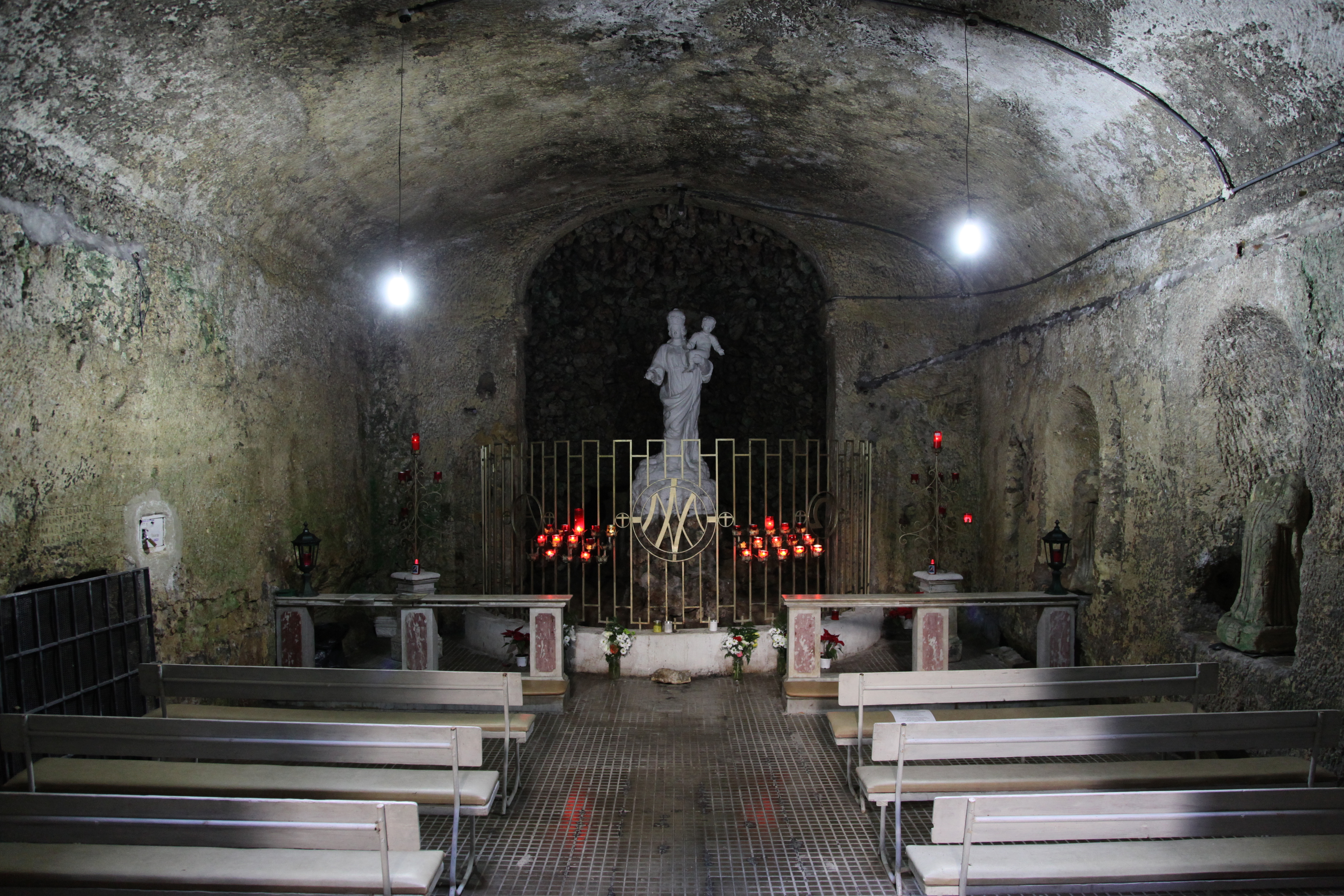
Il-Madonna tal-Għar
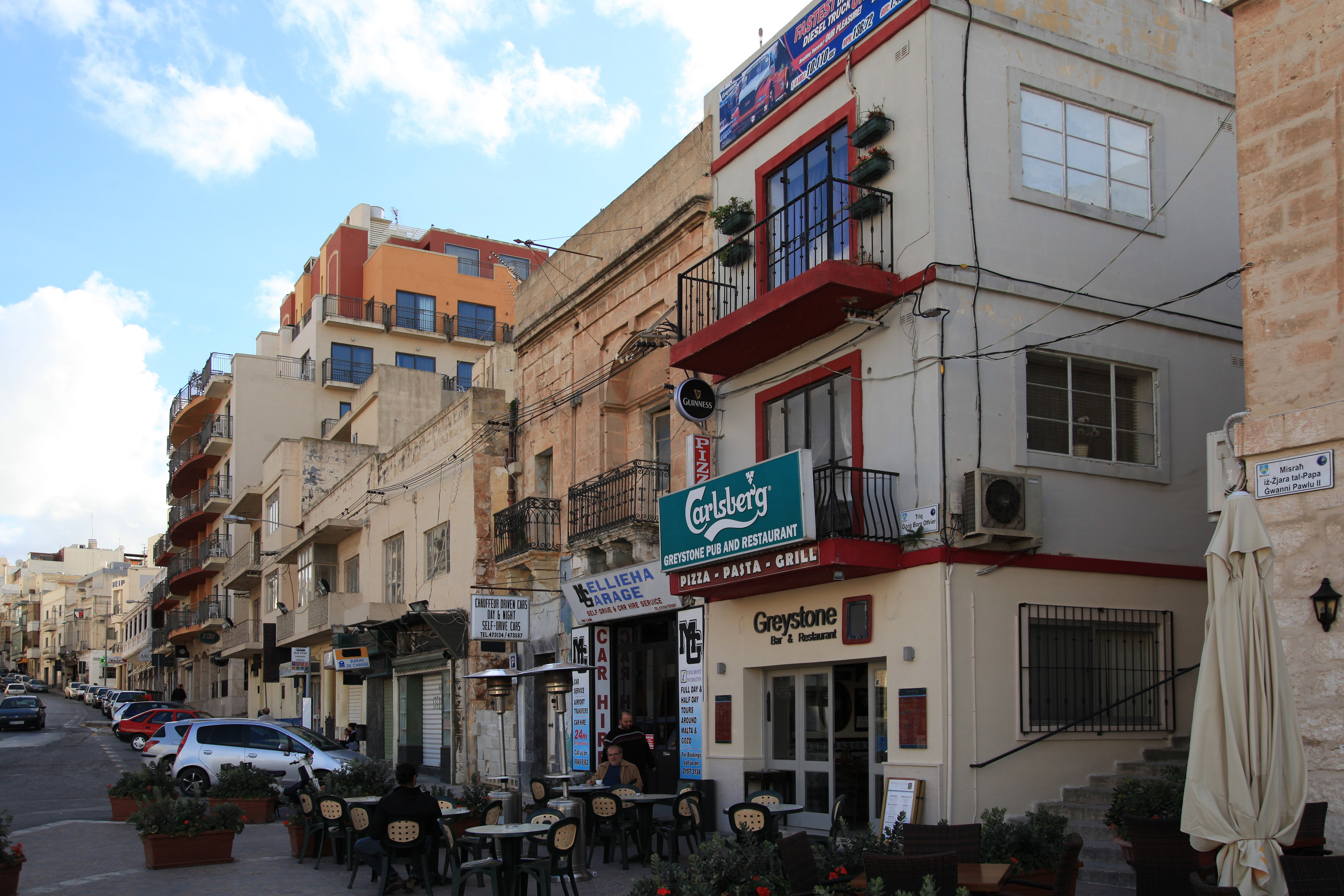
Бари і ресторани
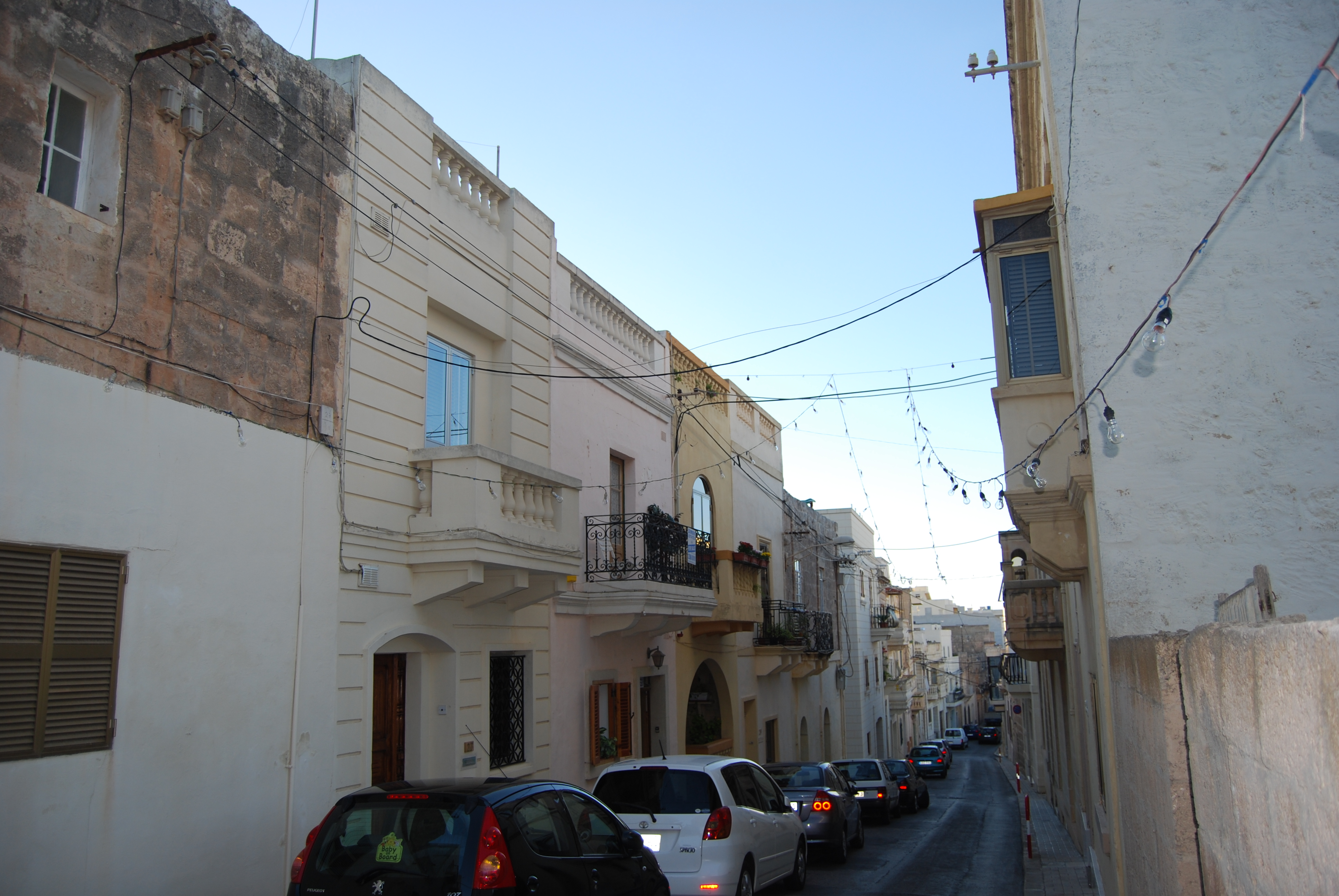
Житловий район
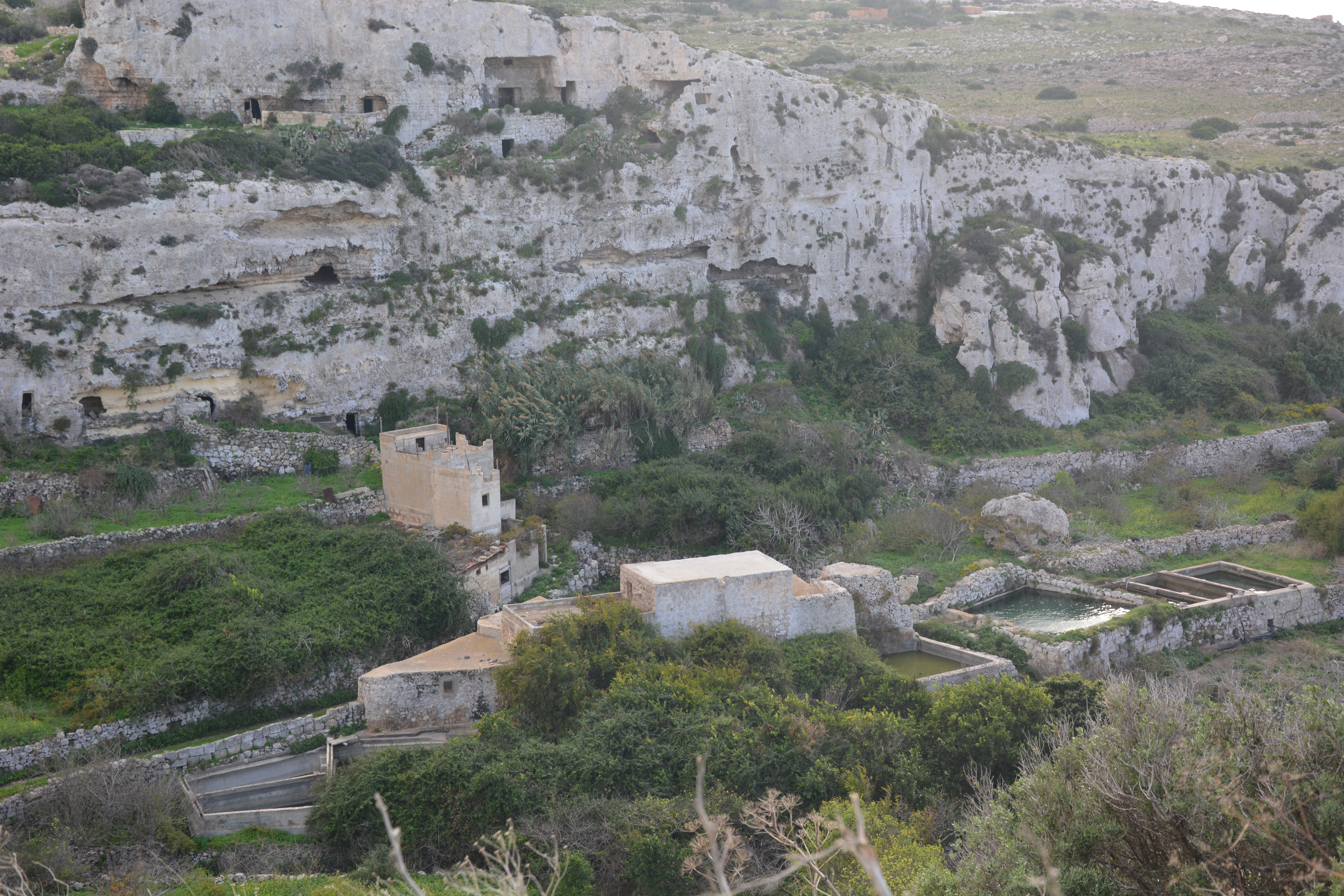
Скелі з печерними житлами

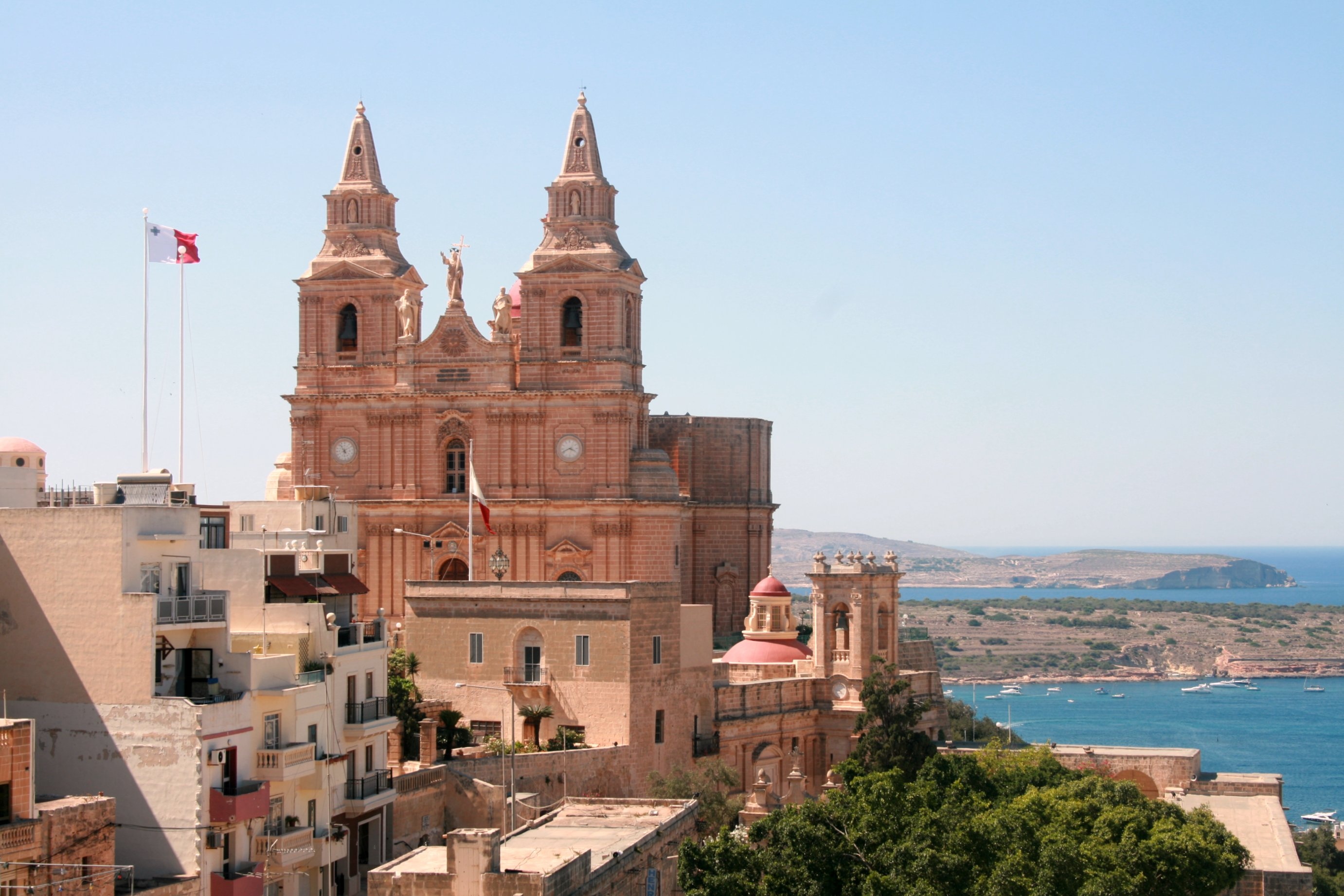
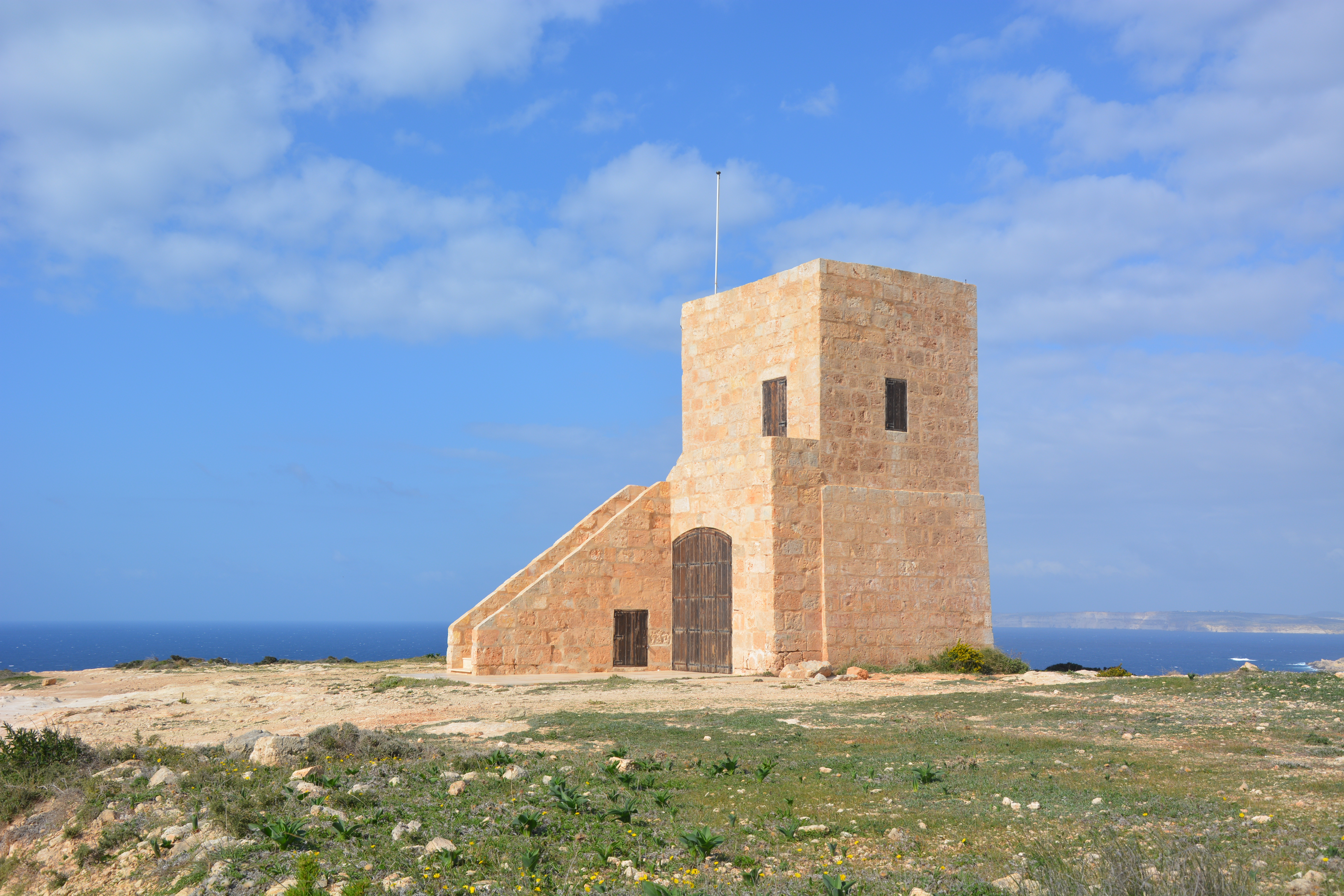
Вежа Għajn Żnuber
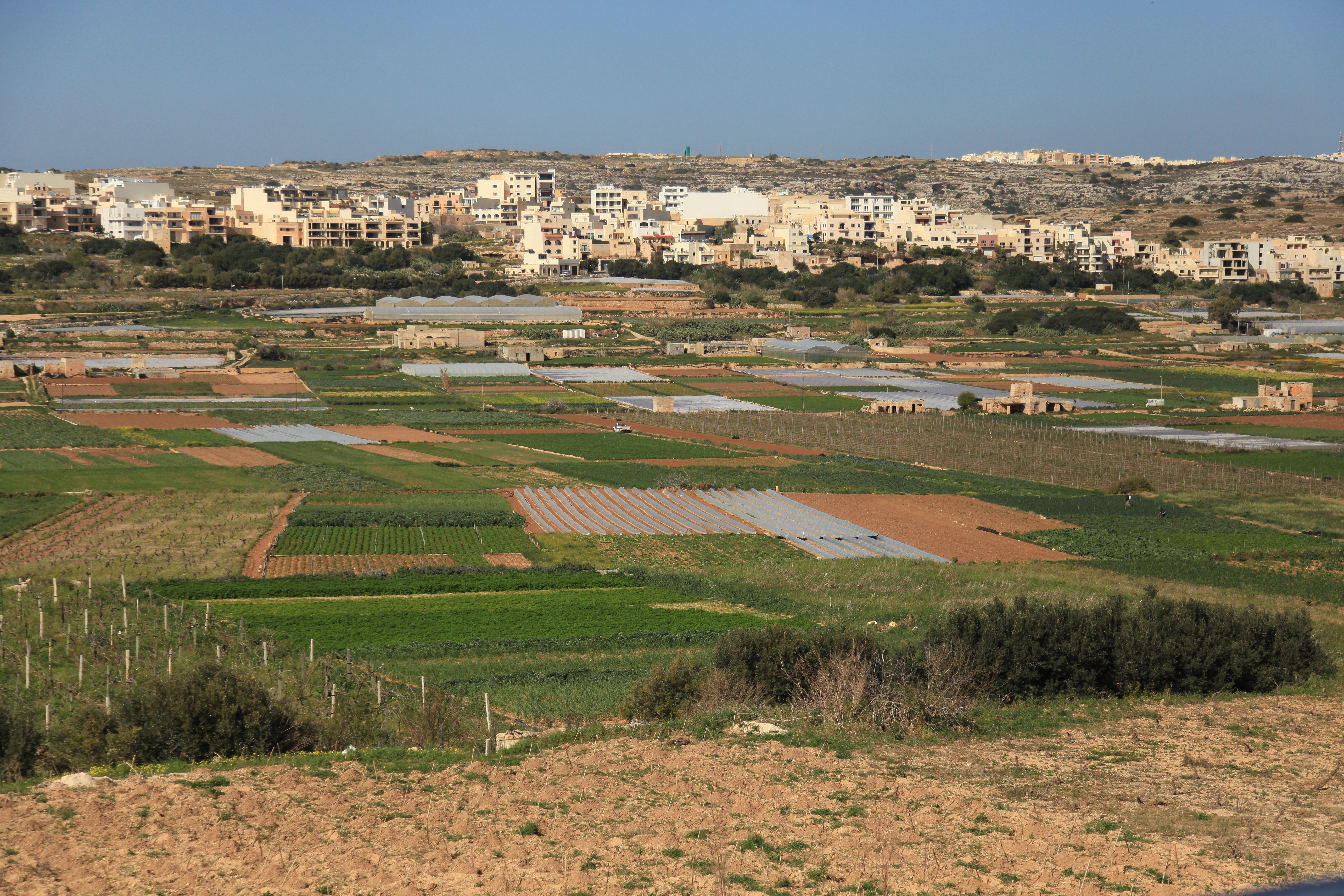
Маніката
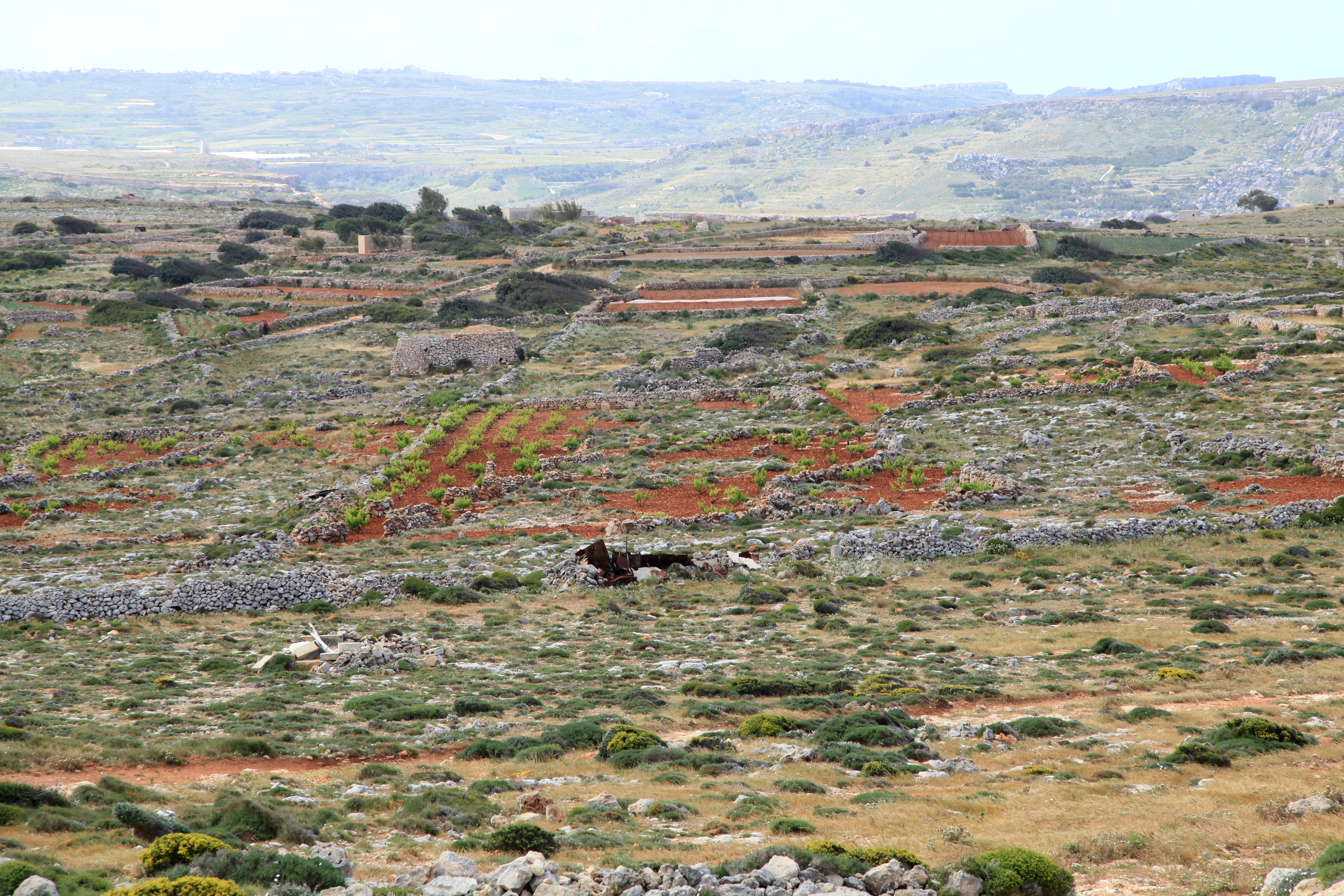
Природа Majjistral та історичний парк
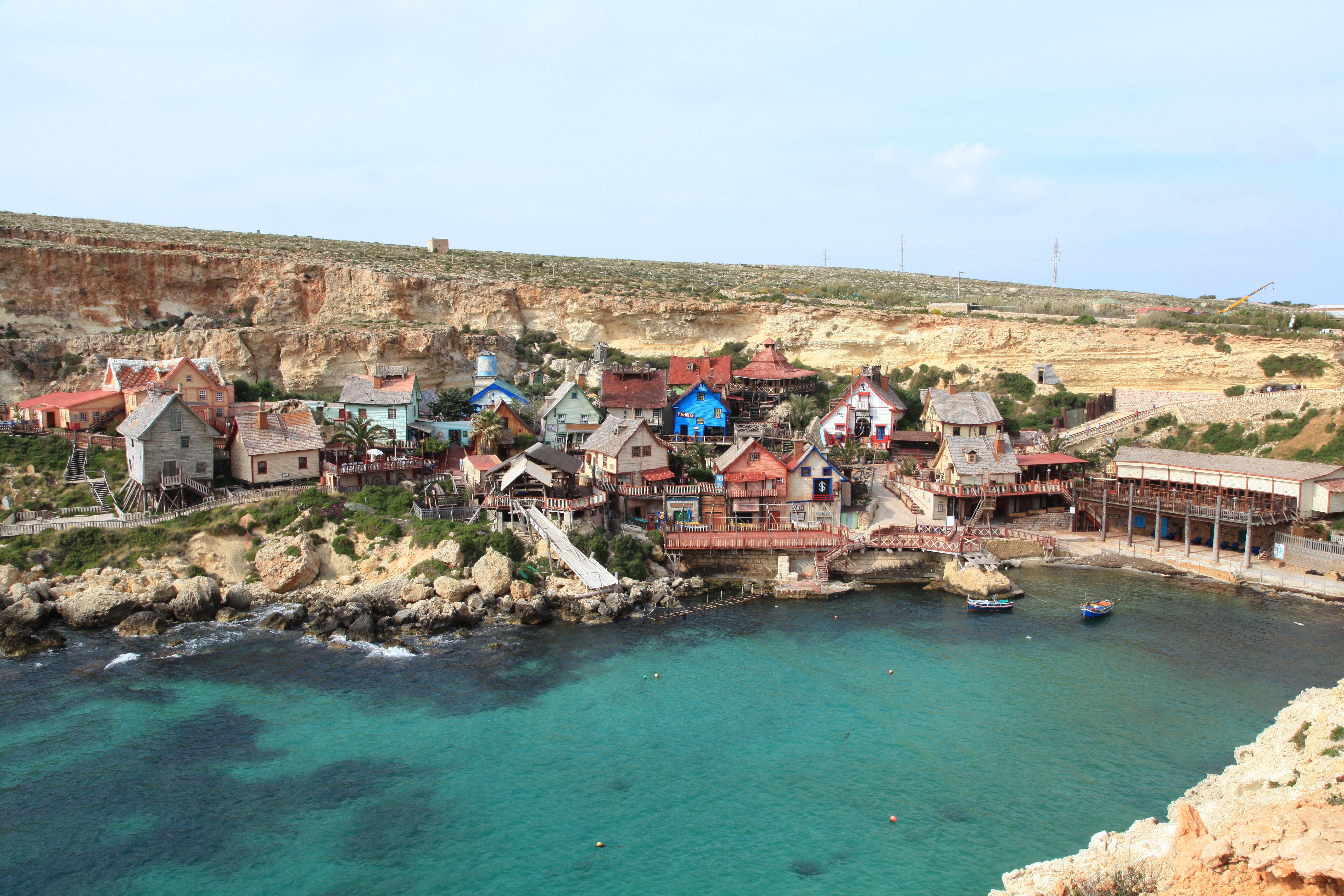
Якірна затока та селище Попай
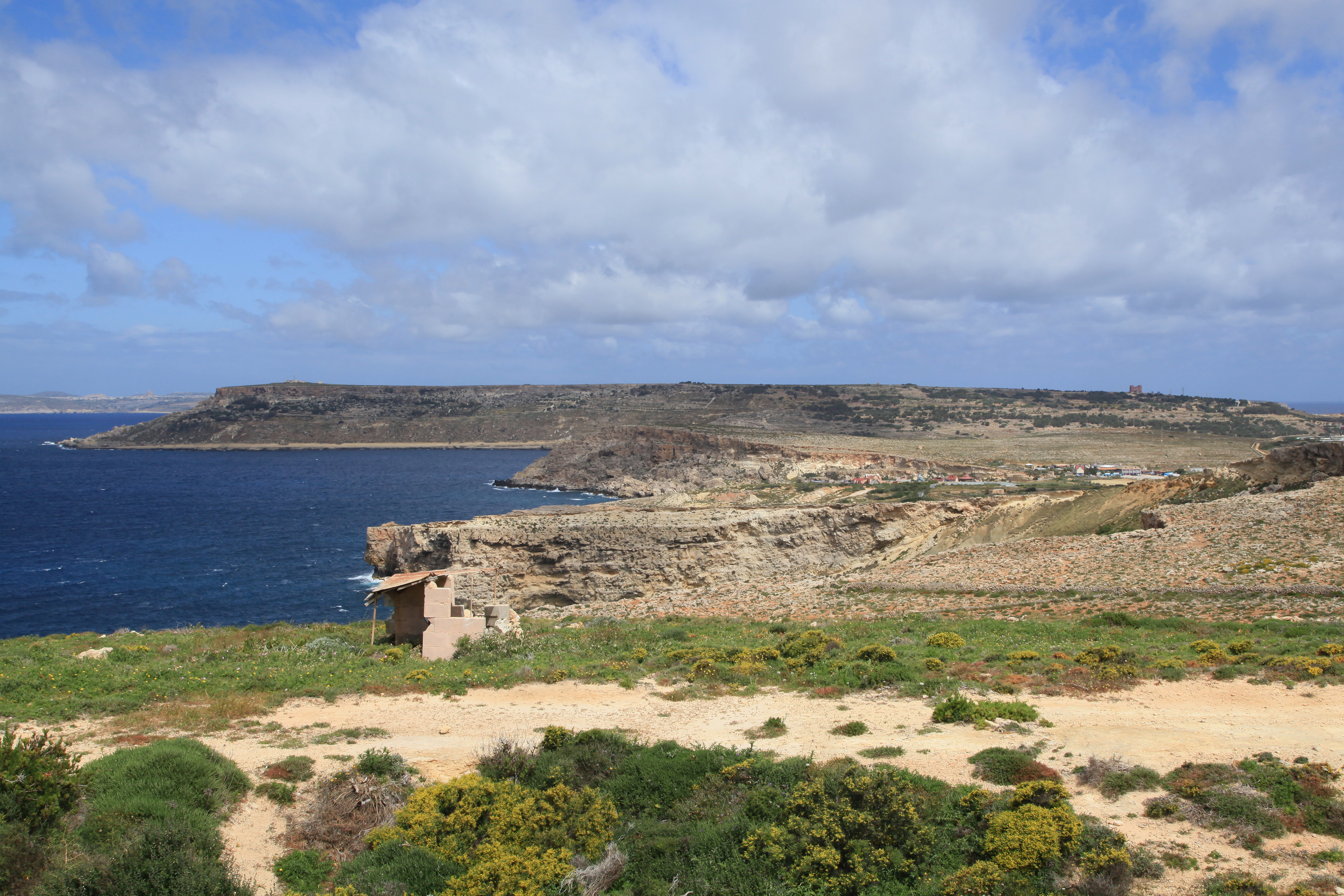
Ras il-Qammieħ
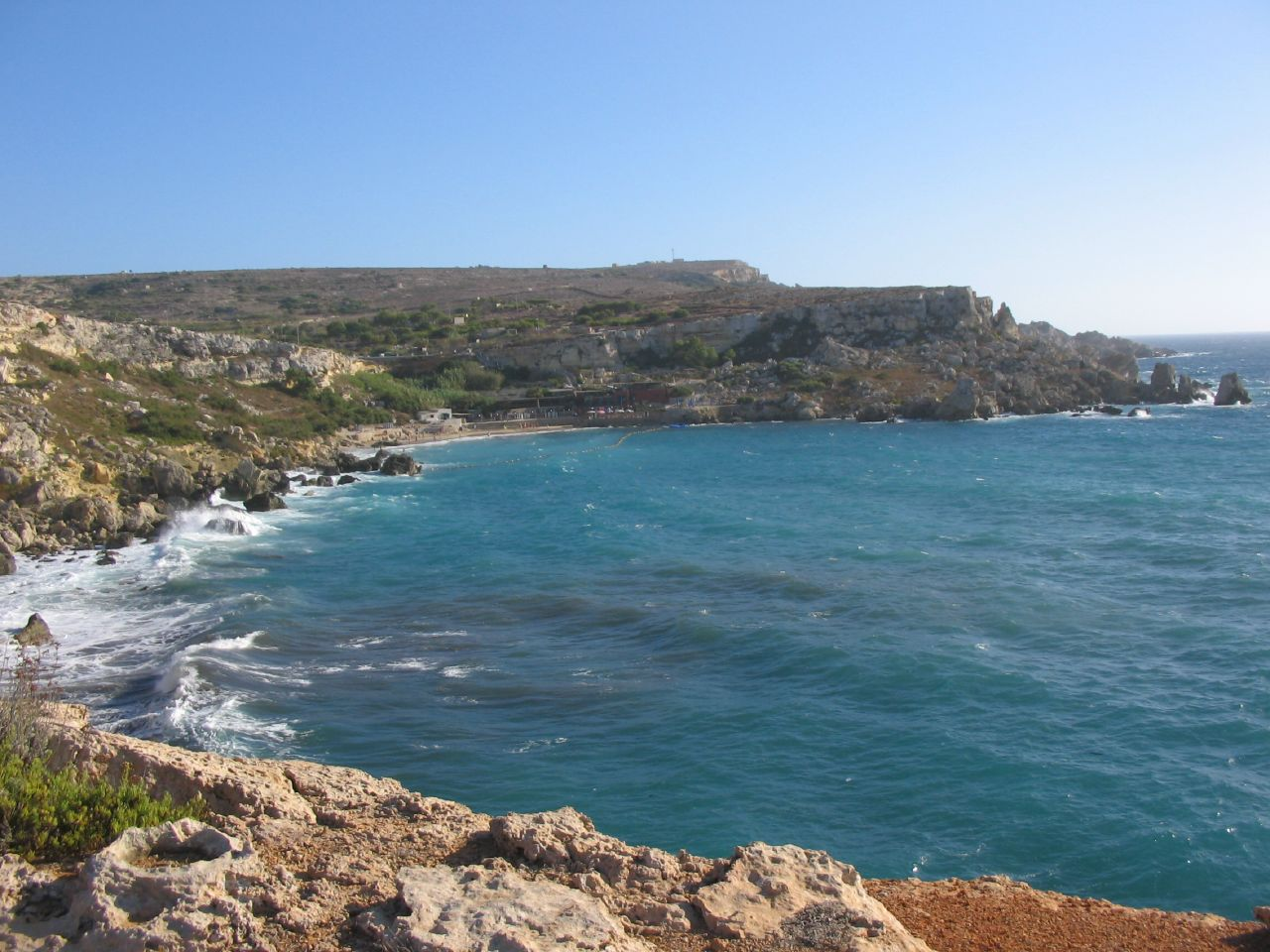
Райська затока
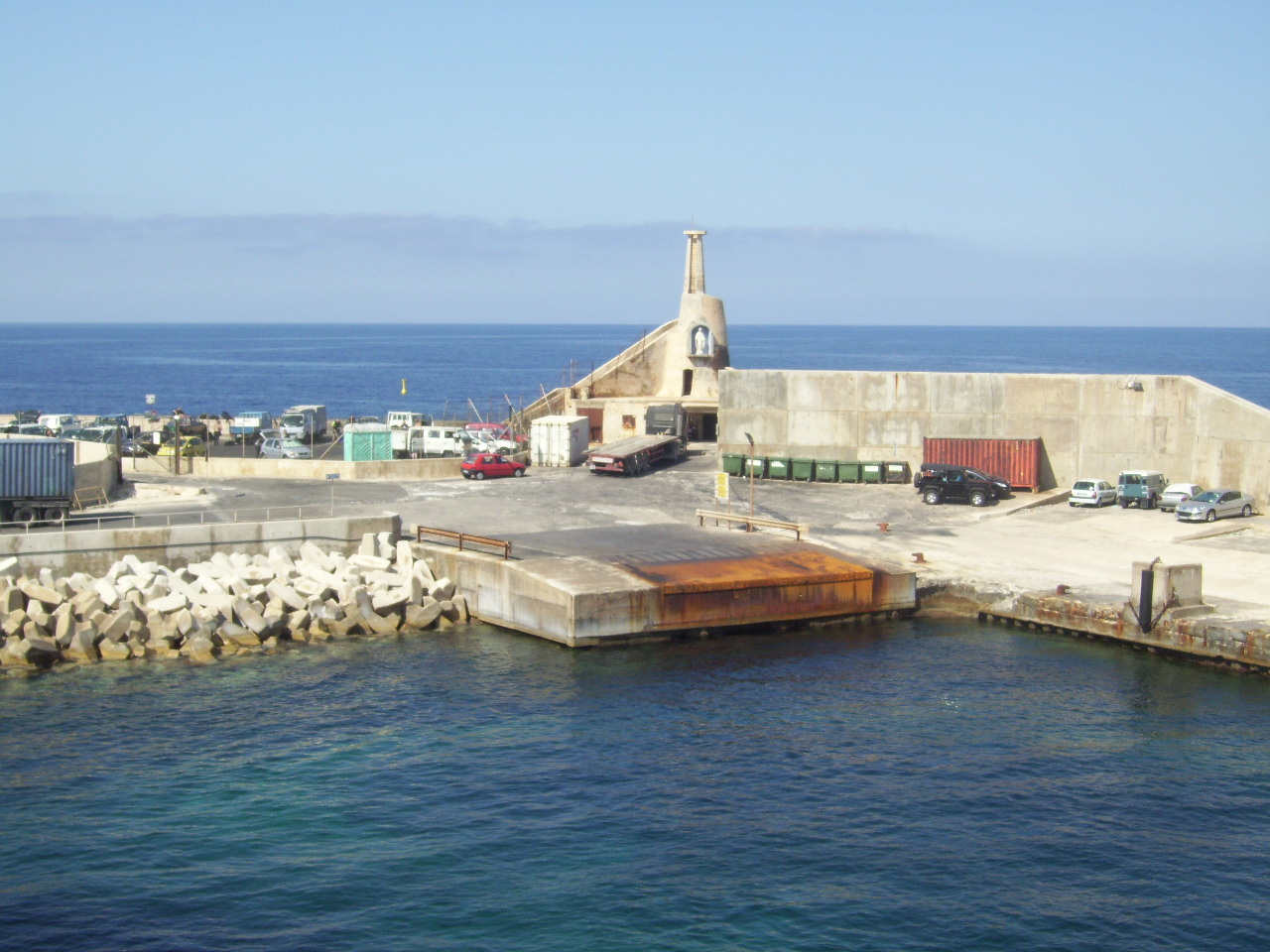
Ċirkewwa гавань
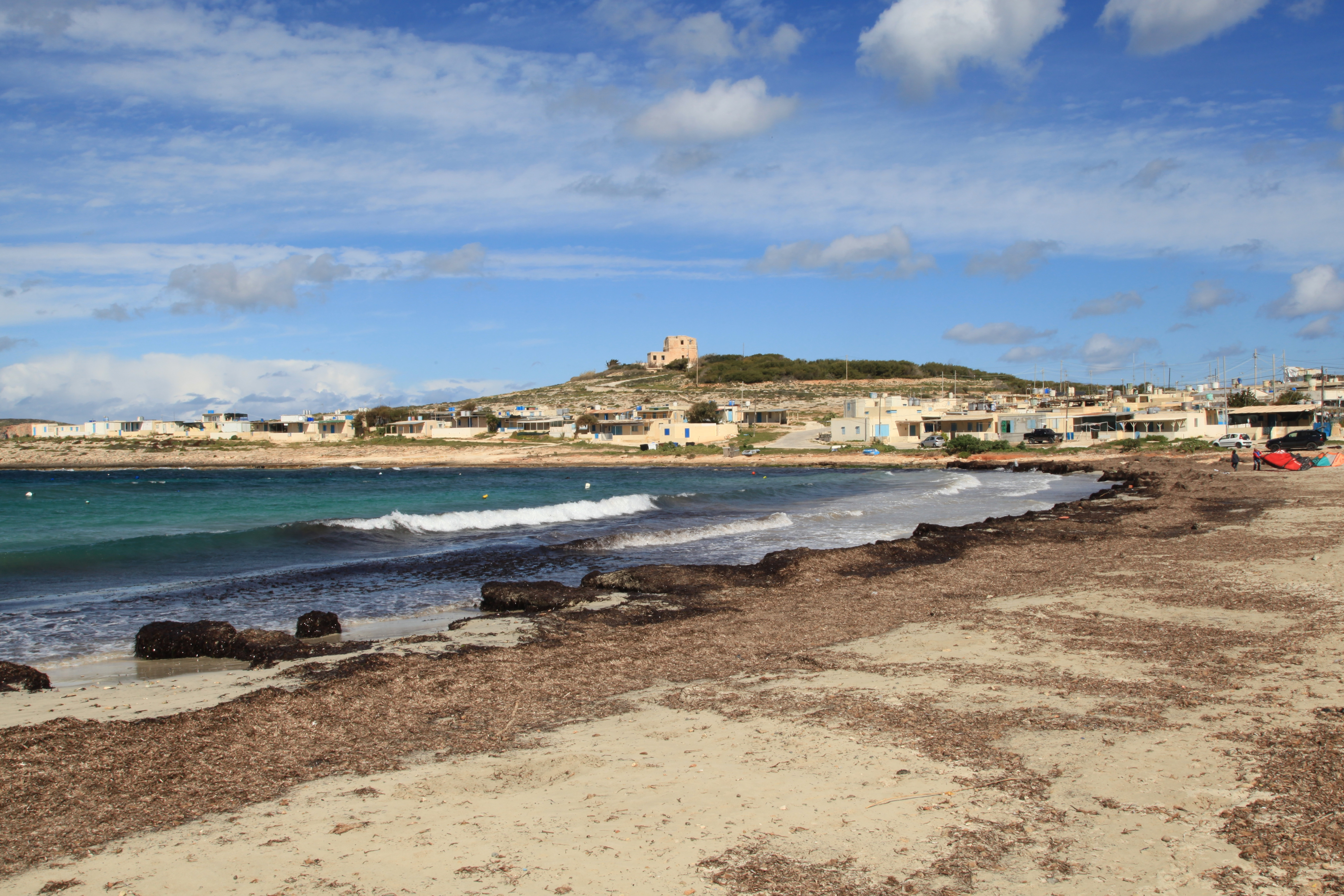
Затока Арм'є
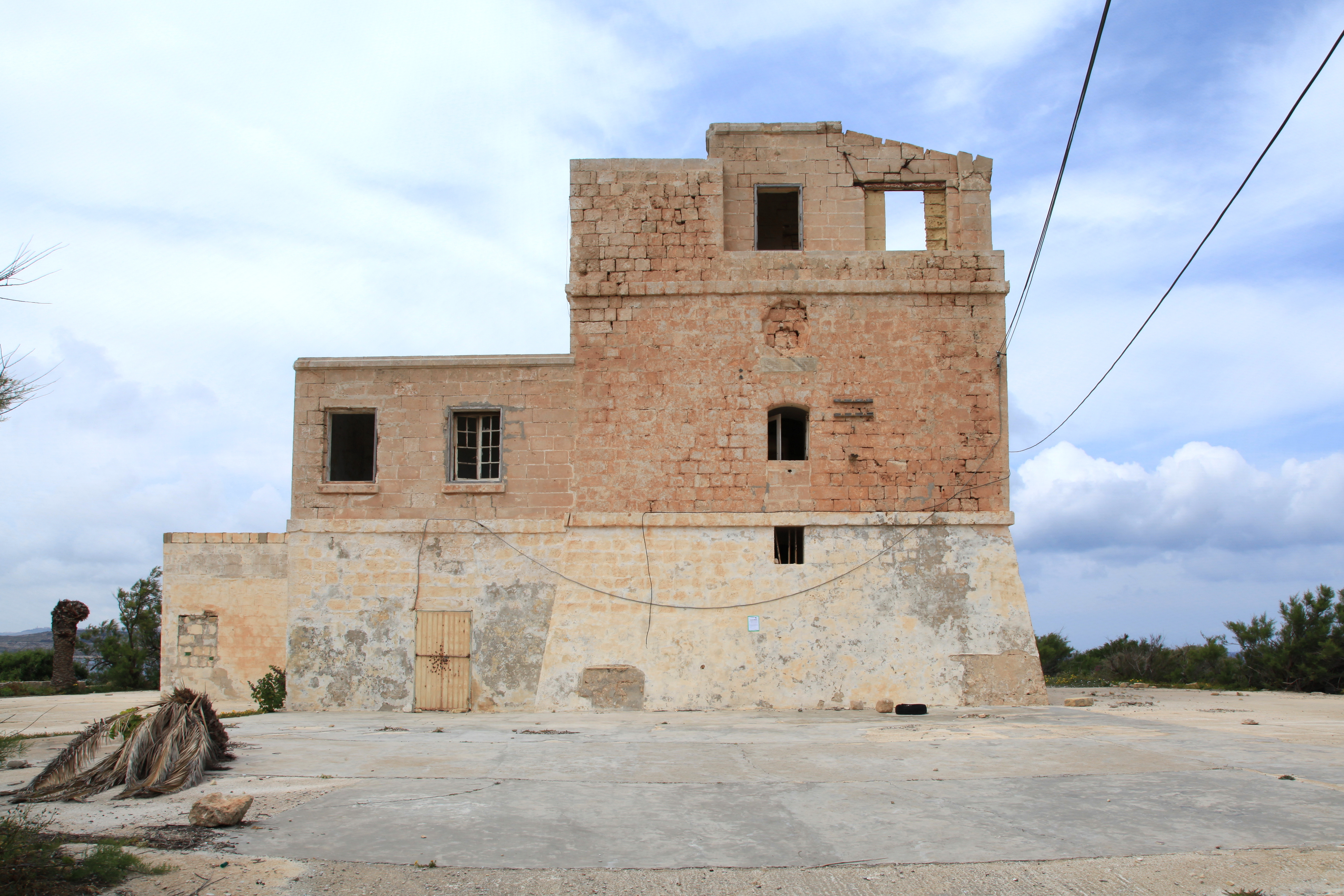
Вежа Арм'є
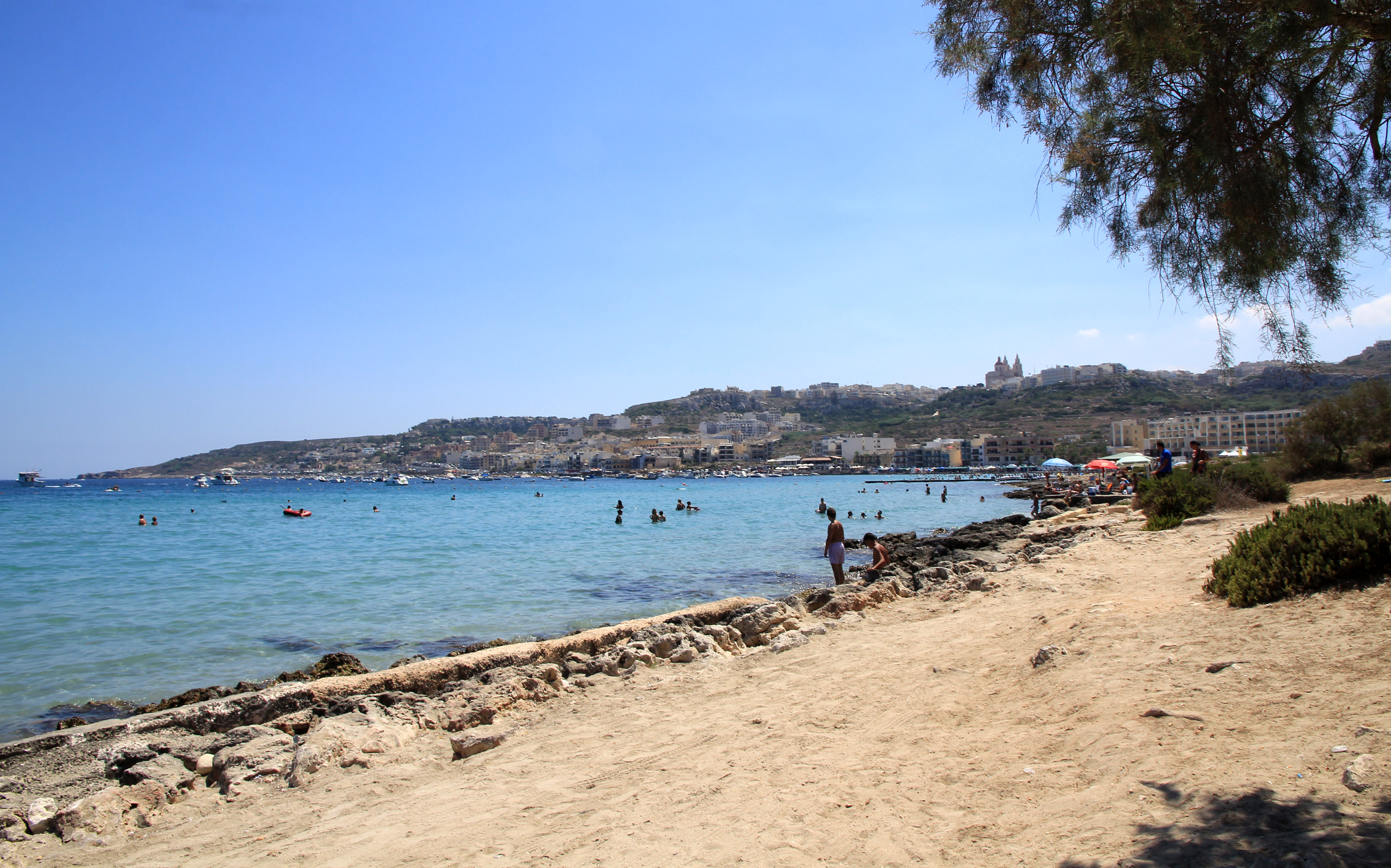
Għadira затока
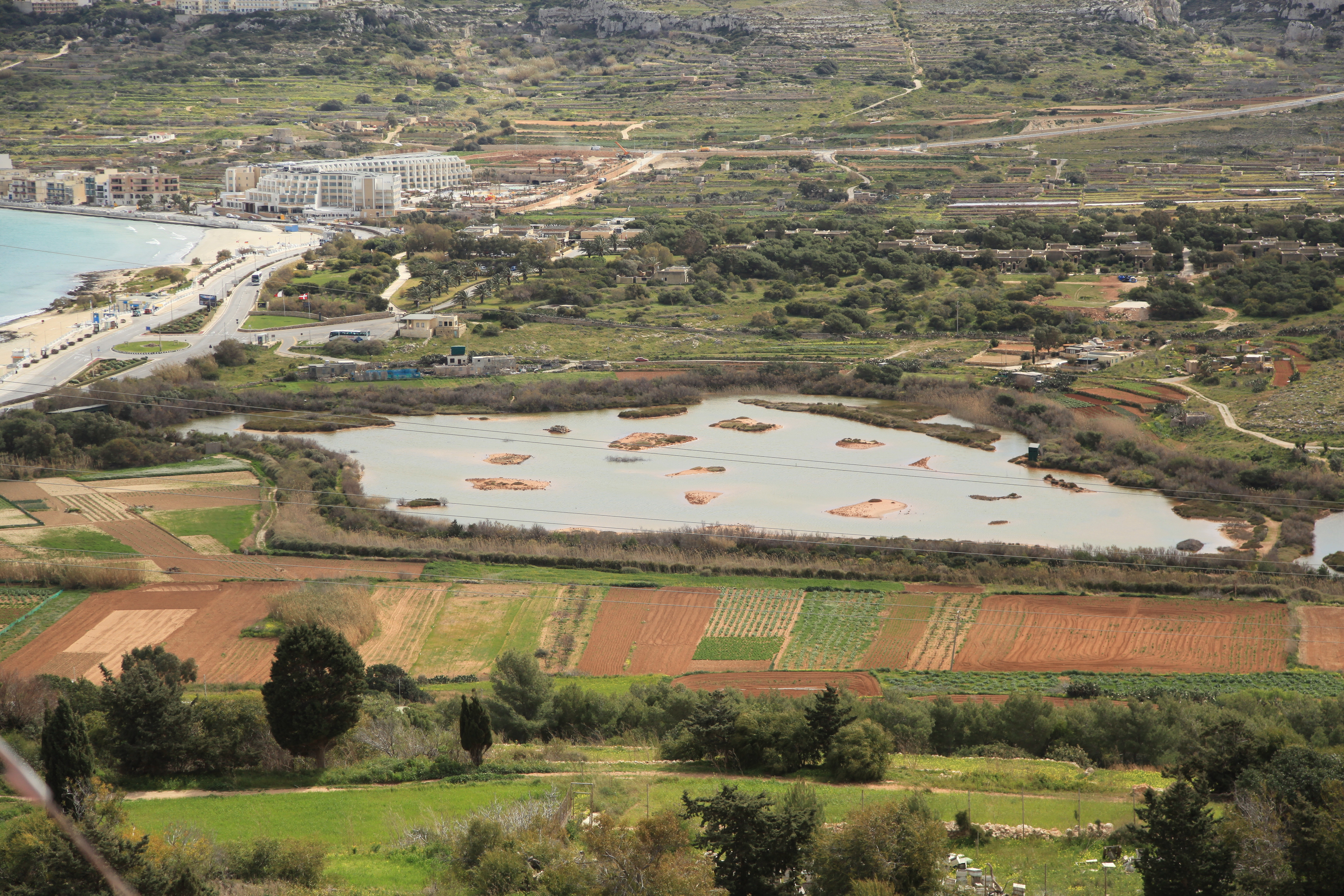
Природний заповідник Għadira
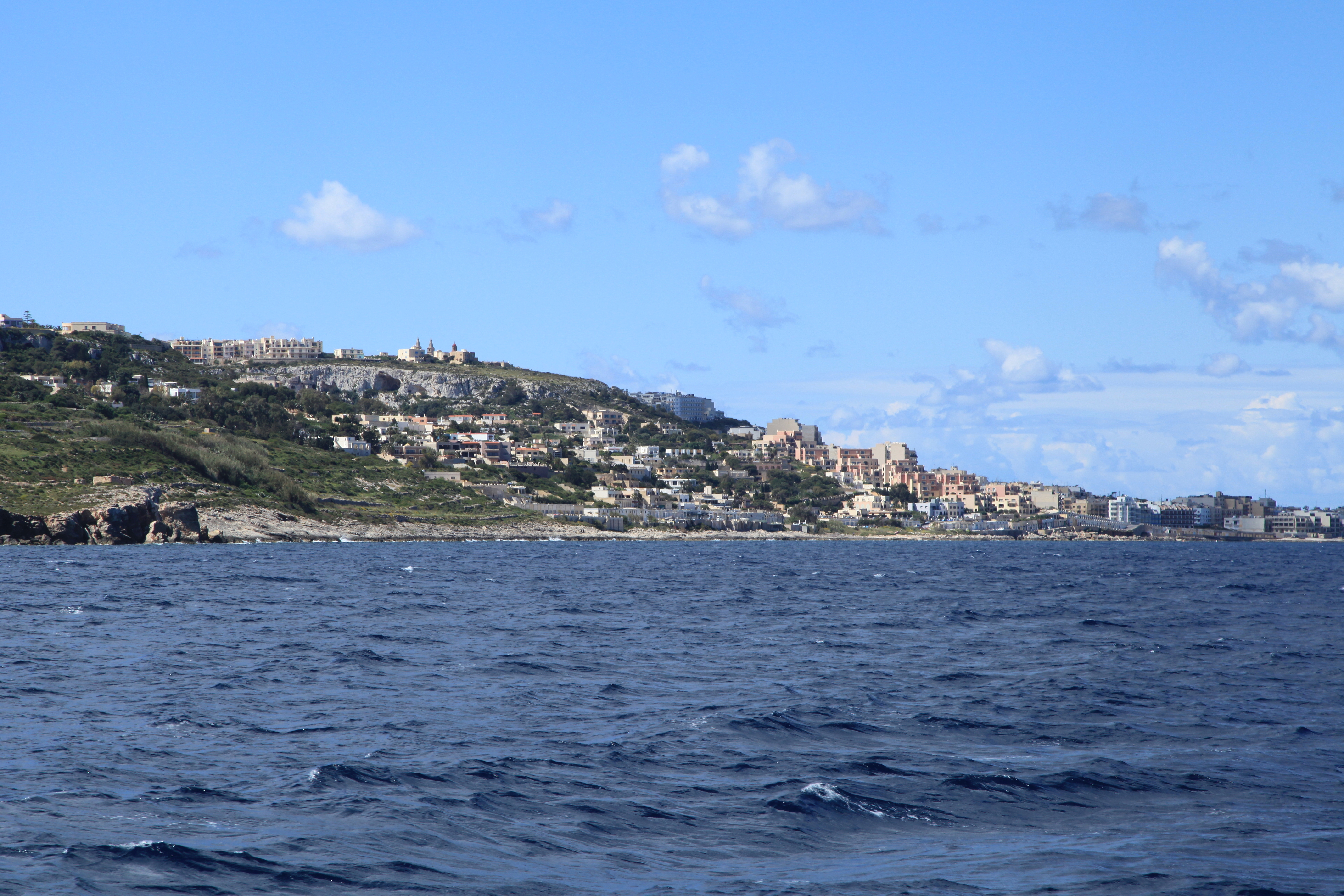
Місто Мелліха
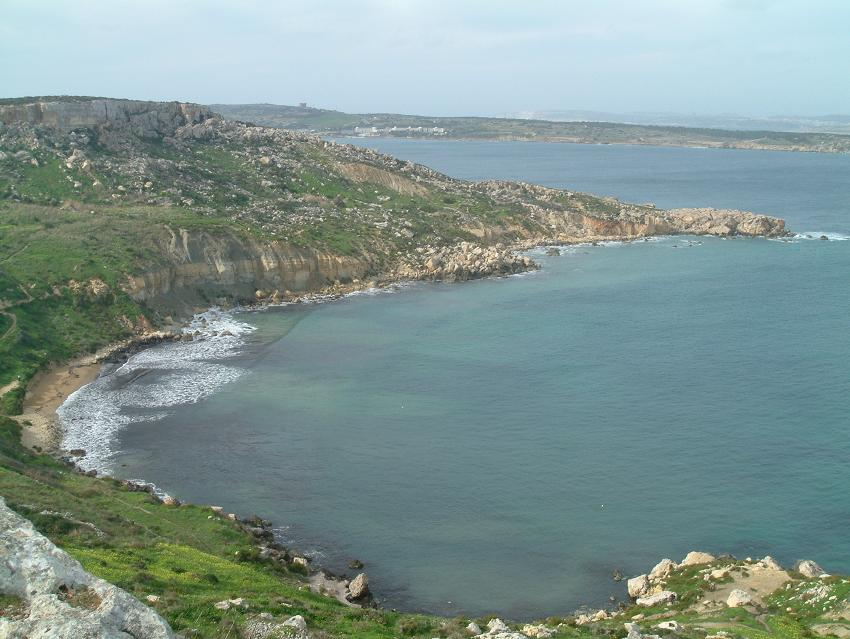
Берегова лінія Селмуна
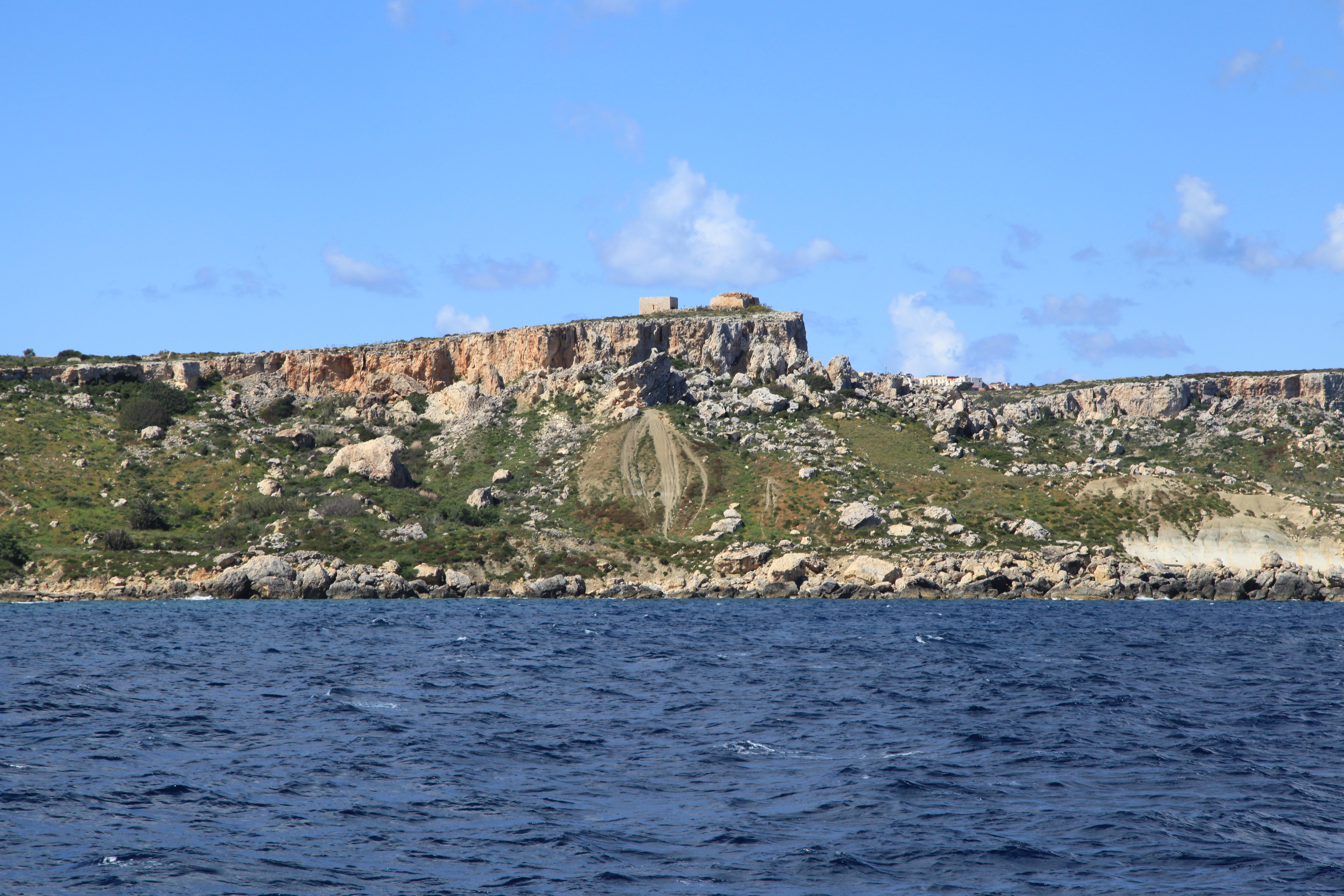
Għajn Ħadid
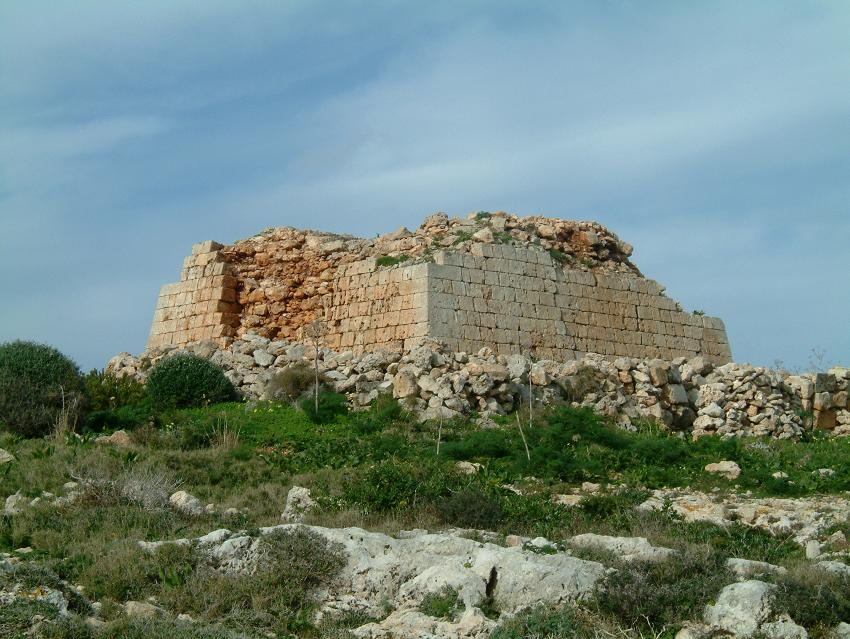
Руїнивежі Għajn Ħadid
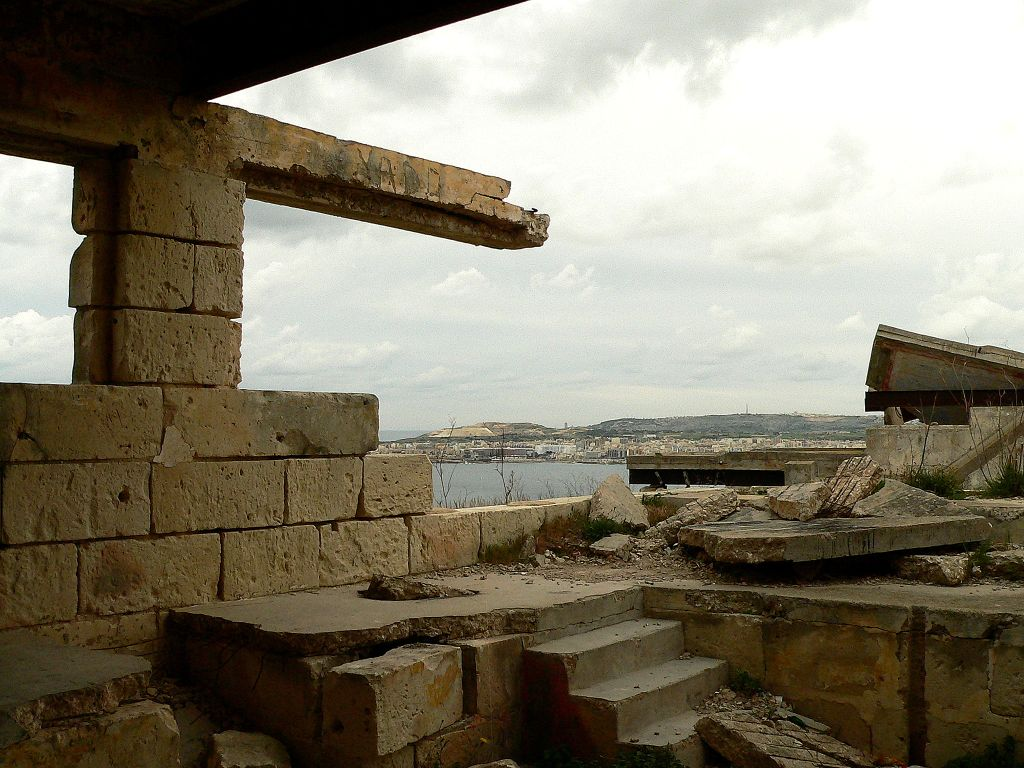
Руїни Fort Campbell
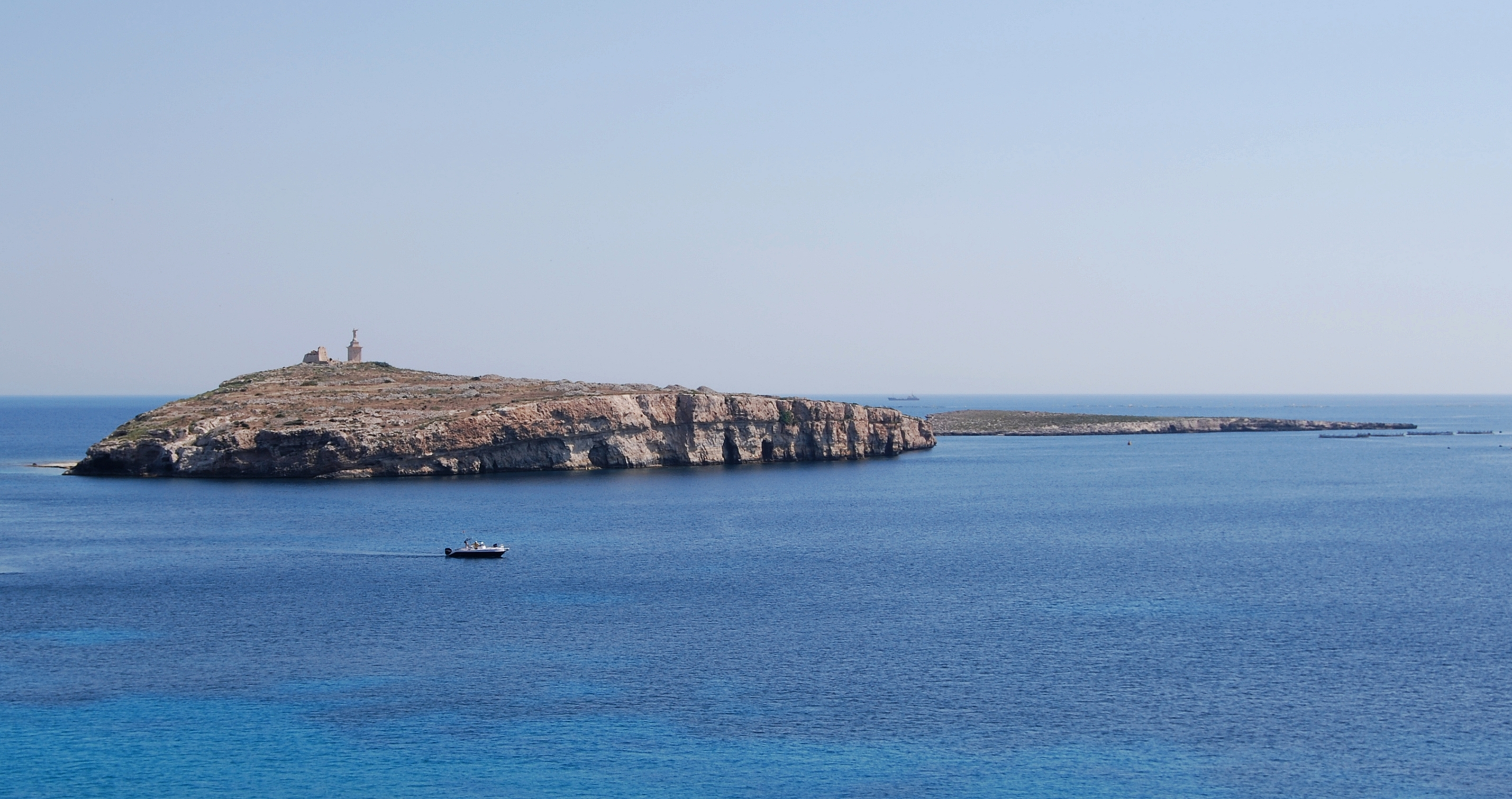
St Paul's Islands
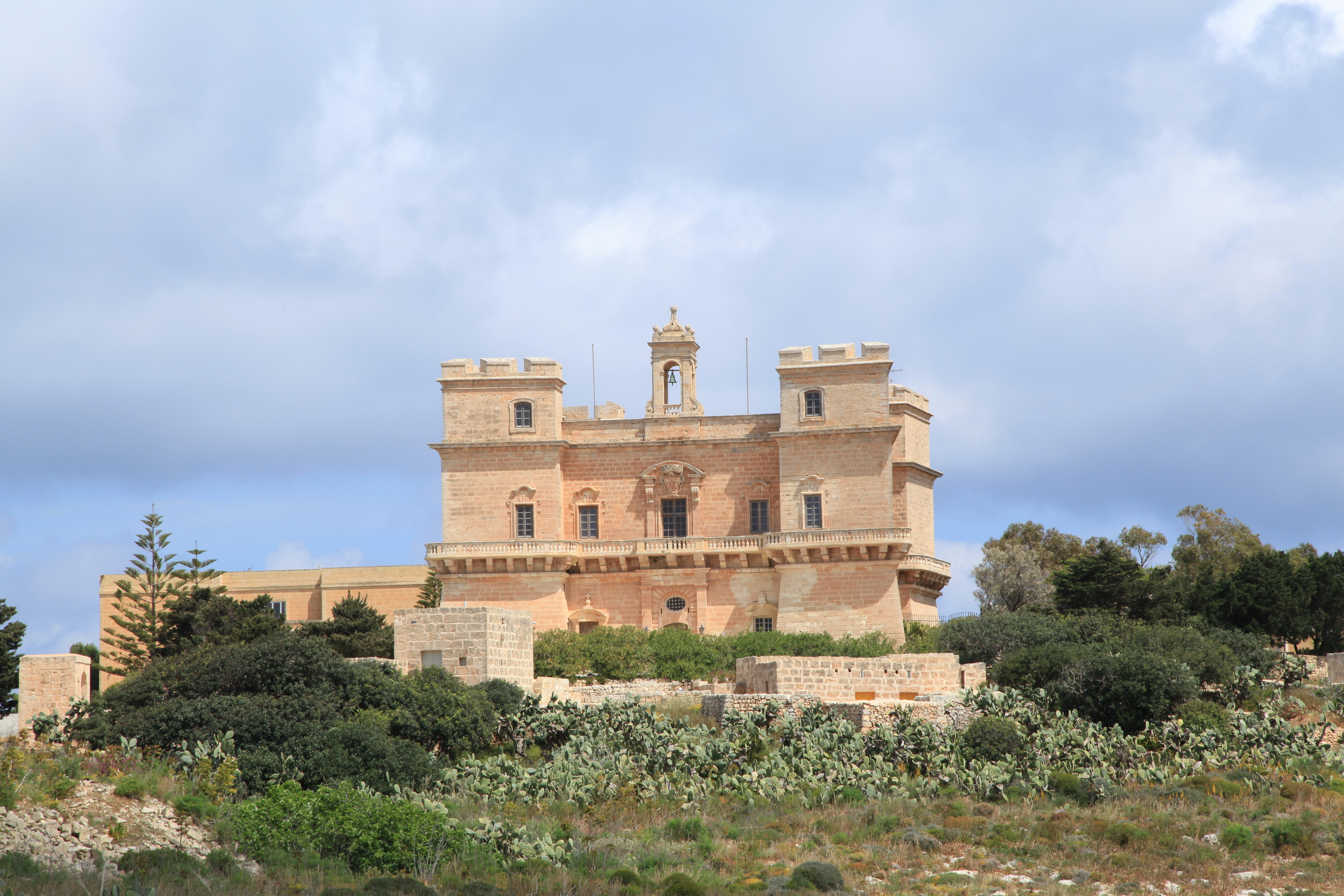
Selmun Palace
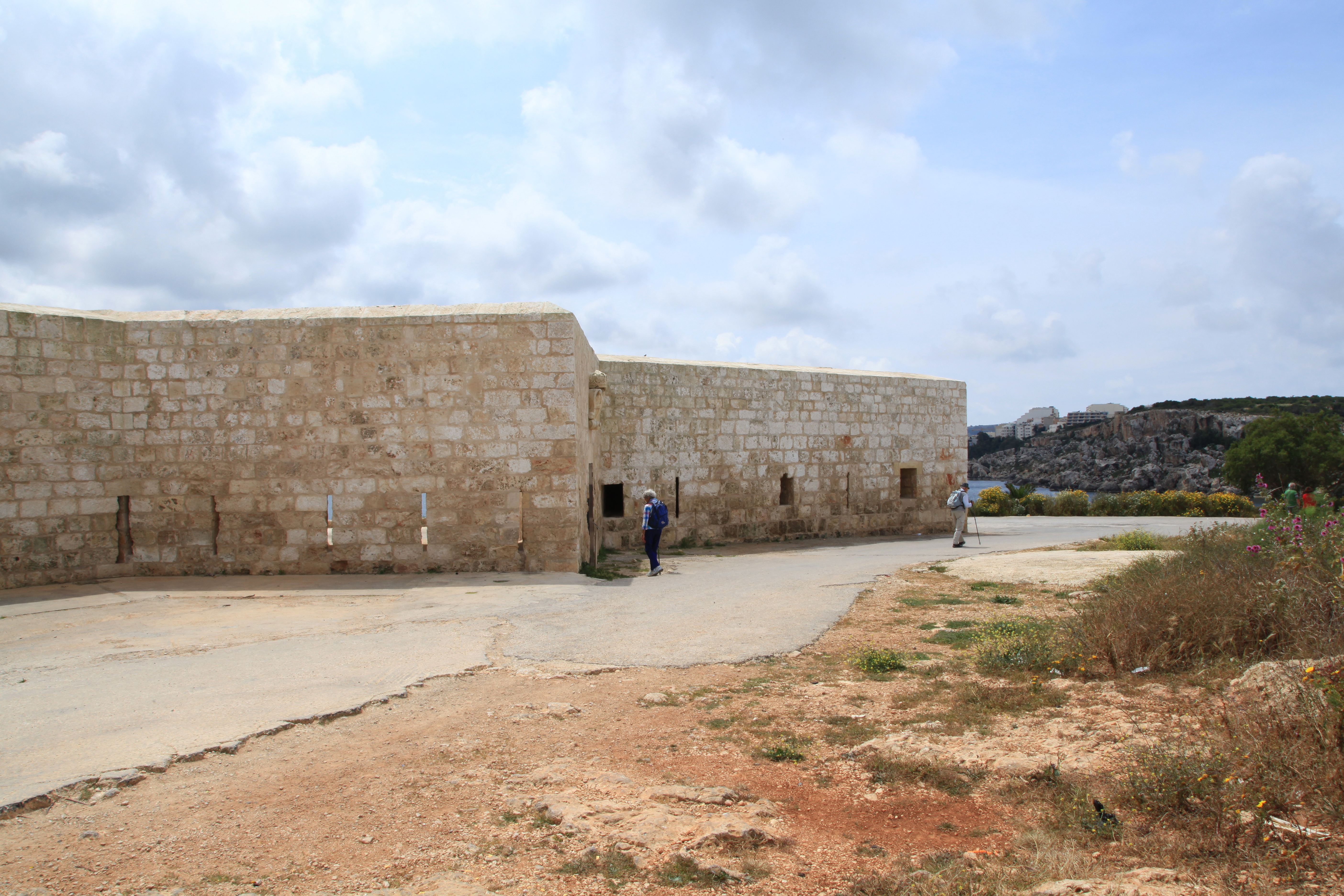
Mistra Battery
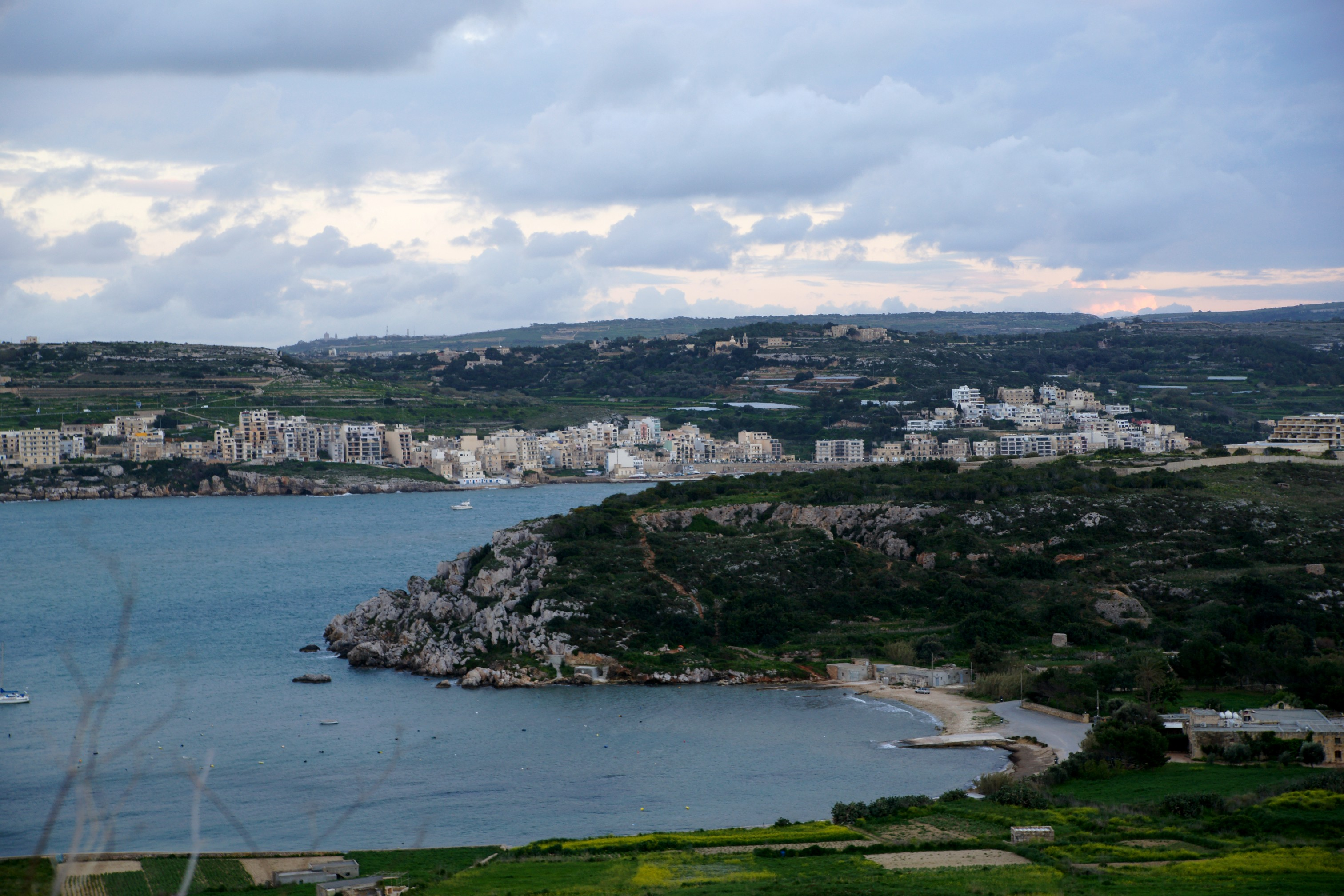
Mistra Bay